# Son Goku
Pour les articles homonymes, voir Son Gokû.
 (décembre 2018).
Son Goku (孫悟空, Son Gokū), également connu sous le nom de Goku ou de Sangoku, de son nom de naissance Kakarot (カカロット, Kakarotto), est un personnage de fiction japonais créé par Akira Toriyama et l'un des deux héros récurrents du manga Dragon Ball. Il apparaît pour la première fois le 20 novembre 1984 dans le magazine japonais pour adolescents masculins Weekly Shōnen Jump. Le personnage est inspiré notamment de Sun Wukong, héros du classique chinois La Pérégrination vers l'Ouest, en raison du début de l'histoire du héros dans le manga très similaire.
Il débarque en Europe tout d'abord en France le 2 mars 1988 par l'anime adapté aux jeunes enfants dans l'émission de jeunesse Dorothée Matin. Le succès de l'anime et de sa suite Dragon Ball Z en France contribue à faire connaître le héros à l'international. Il apparaît également dans des magazines, dans d'autres séries et films, dans des jeux vidéos, sur des produits dérivés tels que t-shirts, figurines ou autocollants. Il figure enfin dans des chansons.
Au cours du récit, il s'adonne à sa passion les arts martiaux et aide ses amis[non neutre]. Il visite le monde à l'aide du nuage magique, relève les défis et participe à des entraînements ainsi qu'à des tournois d'arts martiaux[pertinence contestée].

## À propos du nom

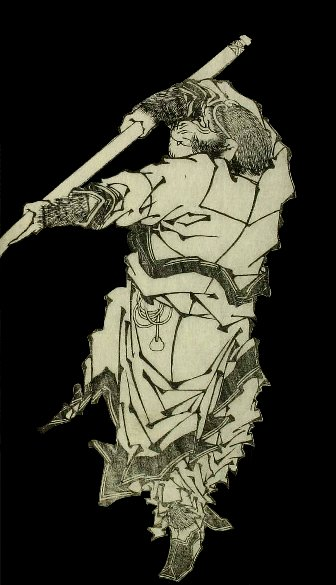
Sun Wukong, le personnage de la littérature chinoise dont Son Goku est inspiré.

L'œuvre d'Akira Toriyama, Dragon Ball, est en partie inspirée du roman classique de la littérature chinoise La Pérégrination vers l'Ouest. Il en reprend notamment les différents personnages, en les adaptant.
Le nom de Son Goku est directement repris de la transcription japonaise そんごくう (Son-go-ku-u ou Son Gokû) au héros 孫悟空 (Sūn Wù Kōng). Son est le nom de famille tandis que Goku est son prénom. Il est appelé aussi par son nom entier. Ces noms sont employés dans la traduction française actuelle du manga.
La version française des premières séries d'animation, films et tv Spécials alterne entre Son Goku et Sangoku. Ces noms se prononcent de manière courante Son-go-kou et San-go-kou. Ils sont employés aussi dans des chansons, magazines, etc. Ces noms s'écrivent également : Songoku, Son Gokou,, San Goku, San Gokou.
Le nom Sangoku figure aussi dans les cartes de collection Dragon Ball Z américaines Adama,, et dans une chanson espagnole. Il est enfin repris par Glénat dans la première traduction française du manga. L'origine de ce nom demeure incertaine. Il est issu soit de la traduction anglaise de l'anime par la Toei animation pour la vente à l'international de la série soit de l'adaptation française par la société AB et la Sofi.  Le Kong (空 : vide) de Sangoku signifie la vacuité ce qui s'avère être une qualité chez lui. Il a une âme pure et innocente.
Son nom Saiyan « Kakarot », issue du japonais カカロット / ka-ka-rot-to, est un dérivé du mot anglais « carrot », que le japonais a emprunté en l’adaptant à sa phonologie sous la forme kyarotto (キャロット), et qui signifie « carotte ». Comme tous les autres Saiyans, il porte ainsi le nom dérivé d'un légume. Ce nom lui a été donné par ses parents Gine et Bardock (Dragon Ball Minus). C’est comme cela que Raditz, Végéta et les autres Saiyans l’appellent dans la série.

## Biographie fictive

### Enfance

#### Les premières années
Son Goku (également appelé Sangoku dans l'anime) s'appelle à l'origine Kakarot. Il s'agit d'un Saiyan (ou guerrier de l'espace dans l'anime) né sur la planète Vegeta en l'an 737 de la chronologie de Dragon Ball. Les Saiyans ont la particularité d'avoir une queue comme les singes.
Dans le chapitre bonus Dragon Ball Minus du manga Jaco the Galactic Patrolman, Kakarot est envoyé à ses trois ans sur Terre, par ses parents, Bardock et Gine, qui voulaient le protéger de la destruction de la planète Vegeta envisagée par Freezer. Il est considéré comme un bébé du fait qu'il a passé le début de sa vie dans une couveuse avant d'être placé dans le vaisseau. Cette trame est reprise dans le film Dragon Ball Super: Broly.
Peu de temps après son atterrissage sur Terre, il fut recueilli par Son Gohan. Cependant, l'enfant était très turbulent et violent dû à la séparation avec sa mère jusqu'au jour où il se blessa gravement à la tête en tombant d'une falaise oubliant son passé. Il devient alors doux, gentil et adorable. Son Gohan est un vieil ermite vivant isolé dans les montagnes dans une petite maison. Il choisit de lui donner le nom de Son Goku et de l'élever comme son propre petit-fils, lui enseignant notamment les arts martiaux.
Une nuit l'enfant le tue involontairement après avoir regardé trop longtemps la pleine lune. La pleine lune a eu pour effet de le transformer en singe géant (Oozaru dans le manga) durant quelques minutes, un événement dont il ne garde aucun souvenir.

#### Rencontre avec Bulma et première quête des Dragon Balls
NB: Début du manga et de l'anime
Il rencontre un jour Bulma, une jeune fille à la recherche des sept Dragon Balls (appelées aussi boules de cristal) près de chez lui. Il a alors près de 12 ans (selon l'année Dragon Ball 749). Il la prend d'abord pour un prédateur souhaitant s'emparer de son déjeuner. Elle découvre qu'il en possède une. Il s'agit de la Su Shinchū (la Dragon Ball à quatre étoiles) ayant appartenu à son grand-père. Elle lui raconte le pouvoir des Dragon Ball une fois réunies avec le dragon sacré qui exauce un vœu. Il la rejoint dans cette aventure espérant combattre des êtres forts. Il enmène avec lui sa boule de cristal et son arme le Nyoï Bo (bâton magique dans l'anime).
Dès le lendemain de leur rencontre, il est amené à secourir une tortue. En guise de remerciement, elle demande à un ami de lui offrir un cadeau. Cet ami est Kamé Sennin (Tortue Géniale dans l'anime) qui lui offre le Kinto-un (nuage magique dans l'anime) lui permettant de se déplacer plus vite ainsi que l'une des Dragon Balls, qui était en sa possession.
Lors de cette aventure ils font face fréquemment à la bande à Pilaf dans la course aux boules de cristal. Ils font face également à des ennemis de passage. Certains les rejoingnent dans cette aventure : Oolong un petit cochon capable de se transformer en créature ou de prendre l'apparence de quelqu'un; Yamcha et Puerh (Plume dans l'anime), deux brigands qui rançonnent les voyageurs de passage. Il apprend également à maîtriser facilement le Kaméhaméha,.

#### Entraînement chez Kamé Sennin et21eTenkaichi Budokai
Après la première quête il part s'entraîner chez Kamé Sennin qui est un maître en arts martiaux. Il fait la connaissance là-bas de Krilin, un autre enfant souhaitant lui aussi devenir disciple du vieux maître. Après avoir eu pour épreuve d'entrée en service de ramener une jeune fille à Kamé Sennin afin qu'elle vive avec lui (les deux enfants découvriront et ramèneront la mystérieuse Lunch au vieux maître), tous deux débutent l'entraînement. Les épreuves sont originales comme aller livrer du lait à pied et qui vont considérablement fortifier le corps des deux enfants, en endurance, puissance, vitesse, réflexes,. Cet entraînement dure six mois et leur permet d'accèder facilement aux phases finales du 21e Tenkaichi Budokai le championnat du monde d'arts-martiaux. Son Goku va faire face par la suite à de puissants adversaires, qui risqueront par certains moments de l'éliminer : le monstre Guilan (ou Dragon volant dans l'anime) en quart de finale et le guerrier hindouiste Nam en demi-finale. En demi-finale Son Goku parvient contre Nam à reproduire facilement la technique de la transposition de Jacky Chun un autre partcipant qui a éliminé Krilin (celle de se déplacer vite d'un endroit à un autre dans un petit périmètre en donnant l'illusion de disparaître),,. Il parvient en finale de ce championnat, mais il y est battu par Jacky, qui n'est autre que Kamé Sennin ayant eu l'intelligence de participer déguisé au tournoi, afin que ses élèves ne le remportent pas aussi jeunes, et continuent de s'entraîner.

#### Deuxième quête des Dragon Balls
Une fois le tournoi terminé, Son Goku décide de repartir à l'aventure des boules de cristal afin de récupérer la sienne. Il doit cependant faire face à l'armée du Ruban Rouge (Red Ribon dans le manga) qui est à la recherche des Dragon Balls pour conquérir le monde. Il arrive tout d'abord à la devancer par trois fois mais à chaque fois en tombant sur une Dragon Ball autre que la sienne. Il fait face à des adversaires plus ou moins difficile tels que le colonel Silver, le sergent Murasaki, un Ninja disposant de nombreux coups retors,ou encore le général Blue.
Il se dirige ensuite avec son nuage au pied de la Tour sacrée Karin, où il porte secours au gardien indien Bora et son fils Upa attaqués par le commandant Yellow et obtient en remerciement la Dragon Ball qui s'y trouve et qui s"avère être la sienne. Alors que sa quête est finie, survient alors un nouvel ennemi : Tao Pai Pai, un redoutable tueur à gages engagé par l'armée du Ruban Rouge pour le tuer et lui voler les Dragon Balls. Celui-ci tue Bora avec une aisance déconcertante, puis met Son Goku au tapis. Le tueur s'enfuit avec trois des quatre boules de cristal de Son Goku la dernière étant restée sur Son Goku. Ce dernier parvient à retrouver ses esprits et promet à Upa de ressusciter son père en récupérant les Dragon Balls. Ayant eu vent de la légende de la tour sacrée permettant de battre n'importe quel adversaire à partir d'une eau divine, il entreprend le défi d'escalader la tour Karin en vue de la boire. Il s'agit en fait d'une eau ordinaire où la véritable force consiste à arriver au somment de la tour et à s'emparer du flacon contenant l'eau que protège maître Karin. C'est au bout de trois jours grâce aux conseils du maître que le jeune garçon parvient enfin à s'emparer de l'eau sacrée. En redescendant la tour, arrivé à la fin il porte secours à Upa menacé de mort par Tao Paï Paï. Ce dernier étant revenu car il lui manquait une des quatre Dragon Balls. Son Goku attaque alors Tao Paï Paï et ses forces ayant considérablement augmenté durant cet entraînement, il parvient facilement à déjouer toutes les techniques du redoutable combattant. Il finit par le vaincre en lui retournant une de ses attaques.
Le héros se rend par la suite au quartier général de l'armée du Ruban Rouge où il écrase à lui seul tous les soldats. Il s'empare des deux Dragon Balls que l'armée avait en sa possession. Il se rend pour finir chez la voyante Baba afin qu'elle lui révèle l'emplacement de la dernière Dragon Ball. À la fin une fois le vœu réalisé, il arrive néanmoins à s'emparer de sa Dragon Ball avant que celle-ci ne soit projetée à l'autre bout de la Terre, s'évitant ainsi une nouvelle quête à subir d'ici un an.

#### 22eTenkaichi Budokai

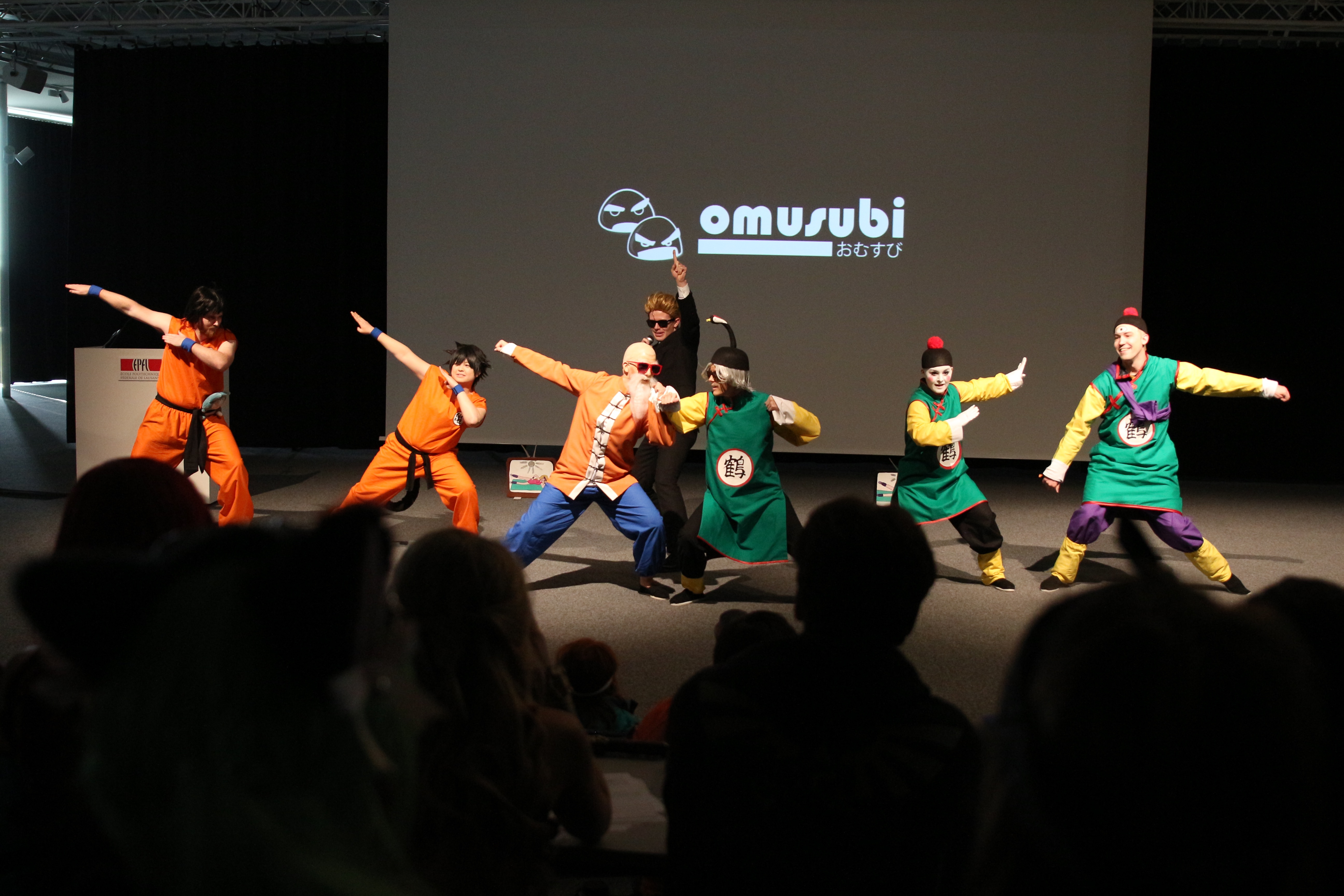
Spectacle à la Japan Impact 2015 (Suisse), où des cosplayeurs miment un affrontement entre les combattants de l'école de la Tortue (Yamcha, Son Goku et Kamé Sennin) et ceux de l'école de la Grue (Tsuru Sennin, Chaozu et Ten Shin Han).

À la suite de la deuxième quête des Dragon Balls Son Goku entreprend un tour du monde à pied sous conseil de Kamé Sennin, sans jamais se servir de son nuage. Il retrouve ses amis trois ans plus tard au tournoi d'arts martiaux. Ses aventures qu'il a vécu durant ces trois années ne sont pas évoquées dans le manga, bien que l'anime en ait inventé quelques-unes.
C'est après avoir traversé un océan à la nage qu'il se présente in extremis au dépôt de candidature du tournoi juste avant la fermeture des inscriptions. Lors des qualifications il affronte le Roi Chapa, un ancien vainqueur du tournoi. Au cours d'une attaque aérienne il utilise la suspension aérienne pour battre son adversaire. En demi-finale, il retrouve son ami Krilin qui durant ces trois années a lui aussi progressé avec l'aide de Kamé Sennin, et après un combat féroce où Krilin finit par lui attraper la queue, Son Goku insensible l'éjecte de la surface de combat. Son Goku a su corriger ce défaut lors de son entraînement. En finale, Son Goku tombe sur Ten Shin Han, élève du maître des Grues, Tsuru Sennin (Corbeau Génial dans la série animée). Le combat est serré. Ten Shin Han pouvant à l'inverse de Son Goku voler dans les airs détruit l'arène du championnat, Son Goku le rejoint dans les airs en sautant et le combat se poursuit à l'avantage de Son Goku mais une nouvelle fois il perd de peu le tournoi : il touche le sol en premier à cause de sa collision avec un camion pendant sa chute, ce qui permet à Ten Shin Han d'être sacré champion.

#### La menace démon Piccolo
À la suite de la mort de Krilin dans les vestiaires du tournoi Goku poursuit l'assassin pour venger son ami. Cet assassin a volé également sa Dragon Ball. Il s'agit d'un démon du nom de Tambourin envoyé par le démon Picollo. Son Goku le rattrape dans les airs mais épuisé il perd le combat et tombe du nuage dans une forêt.
Le lendemain, il se réveille à l'odeur d'un fumet délicieux. Il rencontre Yajirobé, un guerrier nomade. C'est alors que survient Cymbale, un autre démon envoyé par le démon Piccolo pour retrouver les Dragons Balls : il est à la recherche de celle que porte Yajirobé et qui est apparue sur le radar de Piccolo. Le démon attaque Yajirobé, mais ce dernier est bien plus puissant que lui et finira par le trancher en deux d'un coup de katana. Le démon Piccolo ressent alors la mort de Cymbale et ordonne alors à Tambourin d'aller le venger. Il y croise Son Goku qui cette fois-ci en pleine possession de ses moyens le vainc. Le démon Piccolo s'y rend lui même par la suite et triomphe sur Son Goku emportant avec lui la Dragon Ball de Yajirobé. Blessé il est enmené par Yajirobé à la tour Karin. Son Goku cherche auprès de ce vieux maître un moyen ou une technique lui permettant d'augmenter ses forces afin de faire face à Piccolo. Il y boit là-bas un breuvage qui augmente ses capacités physiques.
Son Goku prend alors la direction du palais royal où entre temps démon Piccolo, désormais rajeuni par le souhait qu'il a présenté quelques jours plus tôt à Shenron, a pris le pouvoir en renversant le roi de la Terre. Il y retrouve alors Ten Shin Han, son rival du tournoi d'art martiaux. Lorsque Son Goku le retrouve, celui-ci est en train de se faire brutaliser par un sbire de Piccolo. Son Goku arrive juste à temps pour le sauver. Un combat s'engage ensuite à nouveau entre Picollo et Son Goku. Le palais royal finit même par être détruit par le déchaînement d'énergie. Au cours de ce combat Son Goku a une partie de ses os brisé par le démon mais finit par le vaincre en transperçant de tout son corps à l'aide d'un kamé hamé ha de la main le ventre du démon. Piccolo, se sachant perdu, en profite pour pondre durant ses dernières secondes d'existence un œuf, contenant un clone de lui-même, portant en lui l'ensemble de sa mémoire. Puis le roi démon meurt dans une explosion, mais Son Goku est trop grièvement blessé pour remarquer la présence de cette nouvelle menace qui passe inaperçue de tous.
Il apprend par Ten Shin Han que Kamé Sennin et Chaoz furent tués durant ces évènements. Le jeune garçon est ensuite ramené à nouveau chez Maître Karin par Yajirobé pour se soigner. Le maître lui apprend que seul le seigneur peut restaurer les Dragon Ball et que sa demeure est situé encore bien au-dessus de la tour Karin. Son Goku y accède grâce au bâton magique. La surprise de Son Goku n'est pas des moindres à la vue de l'être divin, qui ressemble à Piccolo.
Le jeune garçon l'attaque alors aussitôt mais se fait très rapidement remettre en place par ce dernier. Celui-ci étant l'artisan qui a créé les Dragon Balls décide de reconstituer alors Shenron et de réinvestir les sept boules de leurs pouvoirs : les compagnons de Son Goku tués par les forces de Piccolo pourront ainsi être ressuscités. Le Tout-Puissant lui révèle également l'histoire qui le lie à Piccolo. Il lui annonce enfin qu'un clone enfant de Piccolo se prépare à prendre sa revanche.
Afin que Son Goku s'améliore sur certains points, le Tout-Puissant lui suggère de l'entraîner en vue du prochain Tenkaichi Budokai (le 23e).
Son Goku subit là-bas durant trois ans un entraînement à la fois physique et mental,.

### Age adulte

#### 23eTenkaichi Budokai
Trois ans plus tard, les amis de Son Goku retrouvent ce dernier à l'entrée du site du Tenkaichi Budokai. Personne l'a vu durant trois ans et aucun d'entre-eux n'arrive à le reconnaître sur le coup tant il a grandi. Il a à présent 18 ans. Les retrouvailles sont heureuses, mais Son Goku se garde bien de leur révéler le danger qui plane sur le championnat avec la présence de Piccolo (aussi appelé Satan dans l'anime) junior. Une fois encore, les qualifications vers la phase finale ne sont qu'une formalité pour lui. Lors de ce championnat il retrouve d'anciennes connaissances. Tout d'abord en quart de finale, il y affronte Chichi, très remonté contre lui qui a oublié le serment qu'il lui avait fait de l'épouser, sans le savoir, il y a de nombreuses années. Il finit par gagner le combat en créant à distance une onde de choc avec le poing et à honorer sa promesse vis-à-vis d'elle.
Son Goku affronte ensuite en demi-finale son ancien adversaire de la précédente finale : Ten Shin Han. Ce denier n'est pas resté inactif en trois ans, et a, tout comme Son Goku en son temps, entrepris un tour du monde durant lequel il a escaladé lui aussi la Tour Karin. Son Goku l'emporte en piégeant Ten Shin Han à l'une de ses techniques : alors que ce dernier se démultiplie en quatre combattants, Son Goku applique la Morsure du Soleil (elle même issue de Ten Shin Han) qui aveugle les quatre copies de son adversaire et profite du fait que sa puissance ait été divisée par quatre pour les mettre tous au tapis.
Son Goku se qualifie alors en finale contre Piccolo junior (également appelé Satan junior dans l'anime) le fils-clone du Démon Piccolo, qui lui aussi est parvenu jusqu'à ce stade du tournoi en parvenant toujours à garder son identité secrète auprès des spectateurs. Le combat livre ses promesses. Son Goku est alors obligé de retirer ces poids qui le lestent pour se battre à pleine puissance, tout comme son adversaire qui lui aussi porte un turban et une cape de même nature. Le jeune homme reste néanmoins soucieux du flacon contenant le Tout-Puissant qu'a avalé au tour précédent Satan junior.
Piccolo junior ouvre cependant sans le savoir une faille dans son plan : il utilise ses pouvoirs pour accroître considérablement sa taille et tenter ainsi de broyer Son Goku. Ce dernier se sert alors d'un Kaméhaméha inversé pour se propulser dans la bouche du géant et pénétrer ainsi son œsophage. Il est finalement recraché en tenant dans ses mains le flacon précédemment avalé, et libére ainsi le Tout-Puissant. Le combat se poursuit. Le public fuit par la suite l'arène alors que Piccolo junior leur révèle son identité et les menace directement. Seuls les proches de Son Goku et l'arbitre restent. Le site entier du Tenkaichi Budokai est ensuite détruit par une onde de déflagration émise par Piccolo junior, et ne subsiste de ce dernier que les fondations de l'arène. Son Goku parvient à mettre son adversaire au tapis mais ce dernier profite d'une seconde d'inattention et le met au tapis à son tour et le torture avant de lancer une attaque. Néanmoins Son Goku esquive son attaque par la lévitation et finit par l'expulser d'une violente projection de tête hors de ce qui reste du ring en le mettant KO. ll remporte ainsi pour la première fois le championnat du monde des arts martiaux.
Son Goku empêchera ensuite le Tout-Puissant d'achever Piccolo.
Dans l'anime, quelques aventures supplémentaires se déroulent entre la fin du tournoi et le mariage du héros.

#### La menace Saiyans et l'entraînement dans l'autre monde
NB: Début de Dragon Ball Z
L'histoire reprend cinq années plus tard (l'an 761). Le héros est maintenant marié à Chichi. Ils ont un enfant de 3 ans nommé Son Gohan. Alors qu'il présente son fils à ses amis chez Kamé Sennin, il fait la connaissance de son frère Raditz un Saiyan à sa recherche. Ce dernier lui révèle sa véritable identité et lui demande de se joindre à lui pour conquérir une planète. Comme Son Goku refuse il lui assène un coup au ventre qui met le héros au tapis et enlève son fils. Il exige de son frère de s'en prendre aux terriens s'il souhaite le revoir.
Son Goku s'allie alors à Piccolo et part à la recherche de son frère. Ils ne tardent pas à le rejoindre grâce à leur sens de perception, et engagent aussitôt le combat, à deux contre un. A l'issue du combat Son Goku perd la vie avec son frère. Ce dernier avant de mourir apprend l'existence des Dragon Ball et prévient que ses deux amis viendront détruire la Terre d'ici un an.

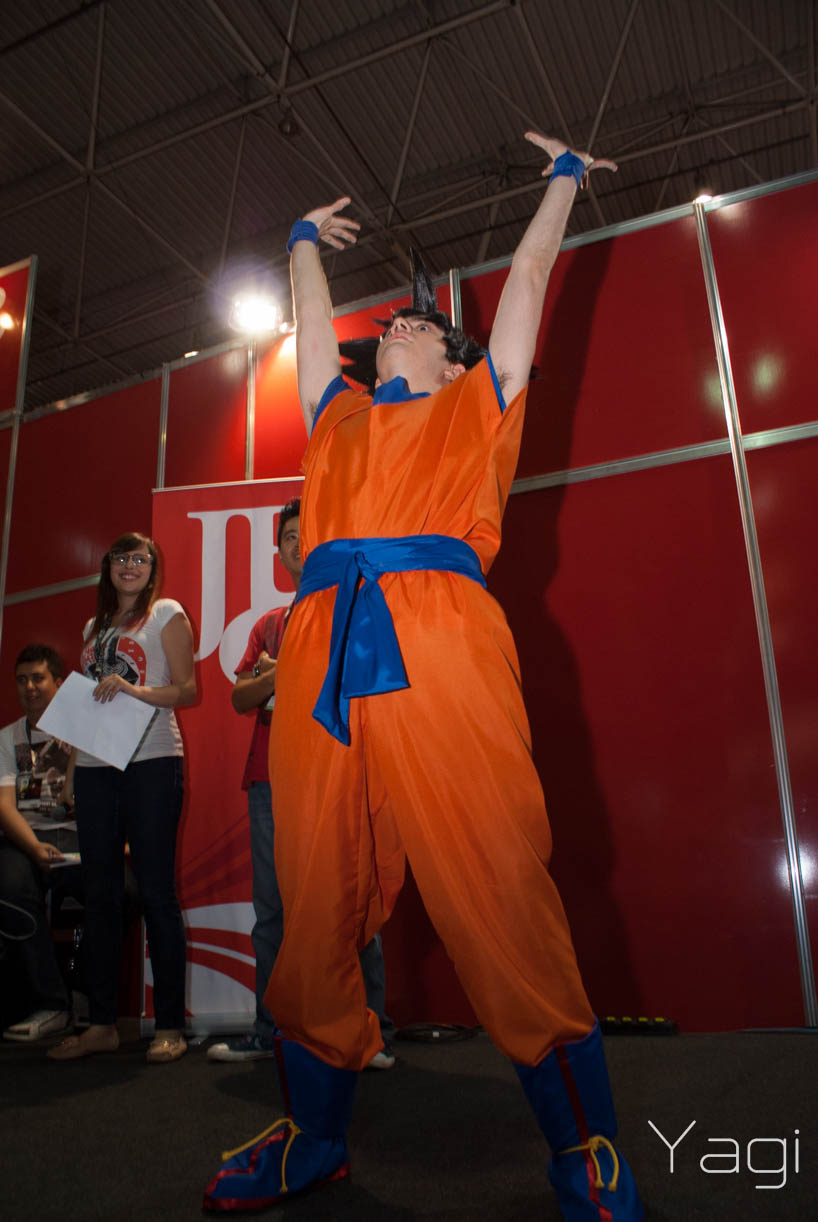
Cosplay de Son Goku faisant le Genki Dama à la Comic Con Experience 2014, à São Paulo.

Comme il a plutôt bien agi Son Goku, désormais mort, se voit confier une mission par le juge ou roi Emna (ou Yama dans l'anime) de l'autre monde celle de s'entraîner chez un spécialiste en arts martiaux appelé Maître Kaïo pour sauver la Terre de la menace Saiyans. Il doit dès lors emprunter le chemin du serpent et atteindre la fin pour s'y rendre un long chemin périlleux. Au cours de ce voyage à travers les nuages de l'autre monde il devient plus rapide après avoir cueilli et mangé le fruit défendu en enfer. Il arrive même à s'envoler lors d'une étape chez la princesse serpent (ces passages sont présents uniquement dans Dragon Ball Z). Il arrive finalement au bout d'un certain temps chez Kaio qui habite une toute petite planète près de la fin du chemin et où la gravité est plus forte que sur la Terre. Il doit d'abord s'acclimater à la petite planète. Il relève tout d'abord deux défis pour travailler sa vitesse où l'objectif réside à attraper les deux acolytes du maître à savoir dans un premier temps Bubbles son chimpanzé et dans un deuxième temps Grégory la sauterelle (présent uniquement dans le dessin animé). Le maître lui enseigne par la suite deux techniques pour l'aider à combattre les Saiyans : le Kaioken (technique de Kaio dans l'anime),,, et le Genki Dama (force vitale ou universelle dans l'anime),,. L'une lui permet de multiplier temporairement ses capacités physiques. L'autre lui permet d'attirer l'energie des végétaux, des minéraux et des animaux pour créer une orbe d'énergie. Si la première peut lui être fatale car difficile à supporter pour le corps l'autre demande d'être vulnérable pour se concentrer un certain temps.
Il est finalement ressuscité par les Dragon Balls la veille de l'arrivée des deux guerriers Saiyans sur Terre, et entreprend aussitôt son retour sur Terre. Il ne mettra que quelques heures pour reparcourir la route dans l'autre sens.
Cet entraînement lui permet de venir à bout des deux autres Saiyans Nappa et Végéta avec l'aide de son fils, Krilin et Yajirobé.

#### La planète Namek et Freezer
N.B. : Il s'agit de la première fin envisagée pour le manga
Après la victoire de Son Goku et ses amis contre Nappa et Vegeta, chacun se remet à son rythme de ses blessures. Un départ pour la planète Namek (planète d'origine du Tout-Puissant et de Piccolo) où se trouve également des boules de cristal est finalement envisagé avec Bulma, Krilin et Son Gohan pour faire ressusciter ceux qui sont morts auquel le héros ne peut pas prendre part dans l'immédiat du fait de ses blessures. Il rejoint par la suite ses amis parti quelques jours plus tôt avec un vaisseau spatial où il suit durant le trajet un entraînement intense où il peut monter petit à petit la force de pesanteur.

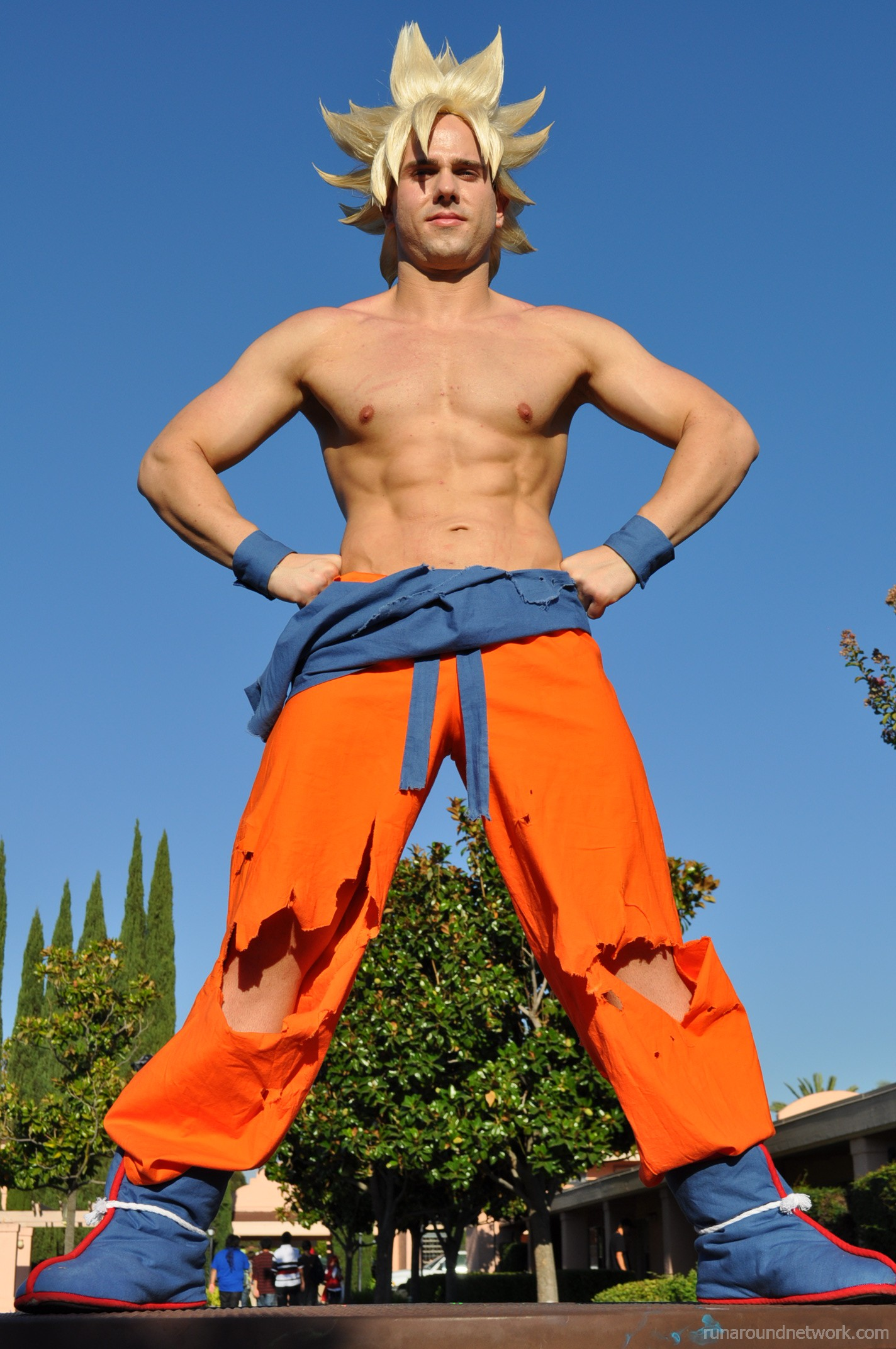
Cosplay de Son Goku en Super Saiyan, en 2012.

Lorsqu'il arrive sur Namek, il porte secours à Krilin et Son Gohan, mais aussi à Vegeta, qui sont sur le point de se faire tuer par le Commando Ginyu l'armée d'élite de Freezer, un tyran de la Galaxie qui recherche les Dragon Balls de Namek pour obtenir l'immortalité. Il parvient à vaincre cette armée avec l'aide de ses amis. Blessé à la suite de ces combats, il est soigné par Vegeta. Il affronte par la suite Freezer lors d'un combat épique aidé en partie par Krilin, Son Gohan et Satan Petit Coeur. Il parvient à le vaincre à la suite de sa transformation en Super Saiyan (ou Super Guerrier dans l'anime) et à sauver les habitants avec l'aide de Maître Kaio et des boules de cristal de la Terre,.

#### Les cyborgs et Cell
N.B. : Il s'agit de la seconde fin envisagée pour le manga

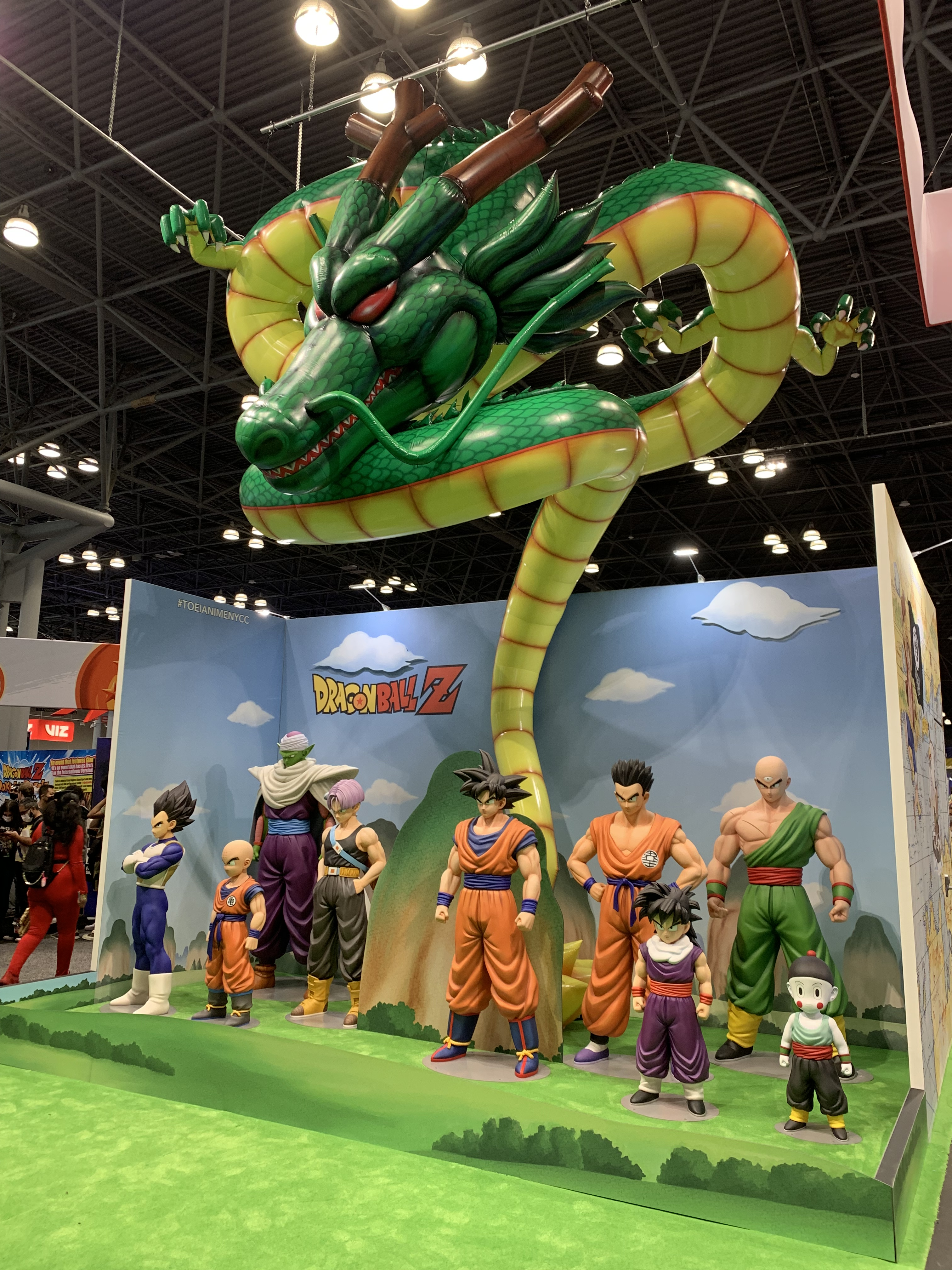
Sculptures de la Z-Team (Son Goku est au milieu) et de Shenron à la New York Comic Con 2021.

Presque un an après, Son Goku revient sur Terre peu de temps après l'arrivée de Trunks. Il a passé plusieurs mois à s'entraîner sur la planète Yardrat, où il a appris la technique de la téléportation (déplacement instantané dans le dessin animé),. Trunks lui révèle qu'il vient du futur et que dans le monde d'où il vient, il est le seul survivant de tous les guerriers après que deux puissants cyborgs sont arrivés et ont initié un véritable processus de destruction et d'élimination. Son Goku, lui, est mort d'une maladie cardiaque. Mais Trunks, qui est venu du futur afin de changer le cours de l'histoire, donne un médicament qui permettra de soigner Son Goku, et les incite à s'entraîner avant l'arrivée des cyborgs pour qu'ils soient à même de les vaincre. Puis Trunks repart dans le futur.
Son Goku passe trois ans à s'entraîner durement avec Son Gohan et Piccolo. Puis arrivent les deux cyborgs C-19 et C-20. Son Goku affronte C-19 qu'il domine largement mais il est peu à peu affaibli par sa maladie qui survient à ce moment-là. Au moment où C-19 est sur le point d'en profiter pour lui prendre son énergie, Vegeta intervient et se transforme en Super Saiyan pour le vaincre. Son Goku, lui, est transporté chez lui pour y être soigné. Mais C-17 et C-18, activés par le Docteur Gero qui a fui subrepticement le combat, font alors leur apparition pour tuer Son Goku. Ce dernier est caché chez Kamé Sennin le temps d'être rétabli.
Une fois sur pieds, quelques jours plus tard, Son Goku, conscient du danger que représente Cell récemment apparu, sait qu'il n'est pas de taille à le vaincre actuellement et décide d'emmener Son Gohan pour s'entraîner dans la salle de l'Esprit et du Temps pendant un an (alors qu'en réalité il ne se passe qu'une seule journée dans le monde extérieur). Son Goku y parvient à développer la force de Son Gohan et voit en lui le seul espoir de vaincre Cell. Lorsque tous les deux sortent de la salle, ils conservent leur transformation en Super Saiyan. L'entraînement se poursuit de façon légère les deux jours restants. Sangoku en profite pour passer du temps avec sa famille et rattraper le temps perdu depuis la menace Saiyan. Avant que le tournoi commence Sangoku part à la recherche des Dragon Ball à l'aide de la Téléportation et du Dragon radar. Il y croise Tao Pai Pai dans sa quête (seulement dans le dessin animé). Ainsi, lorsque commence le Cell Game que le monstre a mis en place pour affronter, voire humilier ses opposants, Son Goku décide d'affronter Cell en premier. Il surprend dans un premier temps Cell en arrivant à durer dans le combat puis par la suite lorsqu'il utilise sa technique de déplacement instanté que Cell ne connaît pas. Il utilise notamment le kaméhaméha téléporté. Néanmoins n'ayant plus d'énergie il abandonne et désigne son fils pour lui succéder.
Son plan réussit car Son Gohan parvient à surpasser Cell à la suite de sa transformation en Super Saiyan 2. À la suite d'une attaque foudroyante de Son Gohan, Cell recrache C-18 qu'il avait absorbée pour atteindre sa forme « parfaite ». Il perd ainsi une partie de sa puissance. Cependant, le monstre entreprend de se faire exploser pour éliminer tous ses ennemis. Goku décide alors de se sacrifier et se téléporte avec Cell loin de tous ses amis sur la planète de Maître Kaio. Cell explose, tuant ainsi Son Goku, Kaio, Grégory et Bubbles. Cell, qui a survécu, réapparaît alors sur Terre grâce à la technique de la Téléportation qu'il l'a assimilé à la suite du sacrifice de Sangoku. Son Gohan est blessé par Cell au bras gauche en portant secours à Végeta. Son Goku encourage alors son fils par télépathie et ce dernier parvient finalement à vaincre Cell avec un Kamehaméha. Ce moment est appelé Kaméhaméha père-fils. À l'issue du combat, il refuse d'être ressuscité, considérant que sa présence sur la planète la met en danger, étant la cible principale des derniers ennemis.

#### Boo
Après sa mort, Son Goku continue de s'entraîner dans le royaume des morts. Il participe au championnat réunissant les meilleurs guerriers morts du paradis, où il affronte en finale Paikûhan (Seulement dans l'anime).
Sept ans après la mort de Cell, un nouveau Tenkaichi Budokai se prépare sur Terre en l'an 774,. Son Goku obtient de Baba la voyante, qui sert de lien entre la Terre et l'au-delà, de l'autoriser à passer une journée dans le monde des vivants pour qu'il puisse participer à ce tournoi. A cette occasion il y rencontre pour la première fois Son Goten, son deuxième fils dont il ignorait l'existence car né plusieurs mois après sa mort.
Le tirage au sort désigne Vegeta comme futur adversaire de Son Goku. Cependant ce tournoi est perturbé par la venue d'une nouvelle menace. Mais le combat opposant Son Gohan et Kibito bouleverse le déroulement du tournoi puisque les sbires que sont Yamu et Sporovitch, dont l'entreprise est rendue possible par Kaio Shin qui retient Gohan, s'emparent de l'énergie de ce dernier, et s'enfuient pour la remettre à Babidi. Goku et ses amis décident alors de suivre Kaio Shin pour empêcher la résurrection du monstre Boo. Dans le vaisseau spatial de Babidi, Goku affronte Yakon, réputé être l'un des monstres les plus puissants de l'univers, mais il en vient très facilement à bout.
Vegeta, dont la seule obsession est de se battre contre Son Goku, laisse son esprit être possédé par le sorcier Babidi pour devenir plus puissant et provoque son rival en duel. Le combat qui s'ensuit (malgré la volonté de Goku de raisonner Vegeta) libère tellement d'énergie que la résurrection de Boo en est accélérée. Son Goku parvient finalement à le raisonner mais ce dernier l'assomme.
Lorsque Son Goku se réveille, la situation a bien changé : seuls Trunks et Son Goten sont encore en mesure d'affronter le terrible Boo. Il leur apprend la technique de la fusion avant de repartir dans l'autre monde. Il défie juste avant Boo pour permettre à Trunks de protéger le détecteur des boules de cristal, menacé de destruction. Il atteint lors de ce combat le niveau de Super Saiyan 3. Lorsqu'il revient dans l'autre monde, il perçoit l'aura de Son Gohan et décide de le rejoindre sur la planète sacrée des Kaio Shin.
Par la suite, Son Gohan étant le dernier guerrier survivant et n'étant plus en mesure de vaincre Boo, le doyen des dieux décide de donner son potentiel de vie à Goku pour qu'il revienne sur Terre et fusionne avec son fils à l'aide des Potalas. Cependant Boo parvient à déjouer la combine en absorbant Son Gohan. Mais c'est finalement avec Vegeta que Son Goku fusionnera pour former Vegetto. Après que ce guerrier surpuissant s'est laissé volontairement absorber par Boo, les effets de la fusion s'annulent à l'intérieur de son corps et les deux Saiyans réussissent à délivrer leurs fils et Piccolo. Toutefois cela a pour effet de rendre Boo plus dangereux qui change d'apparence. Il détruit la Terre et Son Goku a juste le temps de se téléporter sur la planète de Kaio Shin avec Vegeta, Mr Satan et Dendé.
Un ultime combat s'engage alors entre Boo et Goku aidé de Vegeta, Mr. Satan (Hercule dans l'anime), puis le gros Boo une fois ce dernier recraché au royaume des dieux. Dans un dernier recours, après un immense combat Son Goku utilise le Genki Dama également appelé Super Genki Dama où la technique cette fois-ci nécessite la participation active des Terriens. Goku parvient après avoir retrouver sa force après le souhait de Dendé auprès du dragon des Nameks, à éliminer Kid Boo.
Avant de porter le coup de grâce à Boo, Son Goku lui fait part à de son admiration et lui dit que s'il devenait un brave dans une autre vie, il serait ravi de disputer un nouveau combat avec lui.

#### 28eTenkaichi Budokai
N.B. : Cet événement marque la fin définitive du manga Dragon Ball et de l'anime Dragon Ball Z, se déroulant dix ans après la mort de Kid Boo
Son Goku s'entraîne avec son fils Son Goten en vue du 28e Tenkaichi Budokai (année 784 de la chronomogie Dragon Ball). Alors qu'ils s'entraînent tous les deux ils reçoivent la visite de Vegeta, Bulma et Trunks. Son Goku leur signale qu'il a senti une aura très forte lorsqu'il s'est inscrit au tournoi. Apprenant les raisons qui motivent Son Goku, Vegeta décide d'y participer. Son Goku demande l'aide de Boo afin qu'il utilise ses pouvoirs pour modifier les places des participants au tirage au sort afin de combattre en premier ce combattant. Ce combattant est un jeune terrien du nom de Oob et qui s'avère être la réincarnation du Boo maléfique. Alors qu'un combat disputé entre les deux adversaires s'engage, il s'arrête par le départ de Son Goku accompagné de Oob du tournoi, pour l'entraîner au maximum et faire de lui, le nouveau protecteur de la Terre.

### Dragon Ball GT
N.B. : Cet anime est la suite du manga Dragon Ball et de l'anime Dragon Ball Z avec la participation à minima de Akira Toriyama au niveau de certains designs et du scénario. Selon certains cet anime n'est plus canon au manga Dragon Ball

#### La quête des Dragon Balls aux étoiles noires et Baby
Dix ans se sont écoulés depuis le 28e Tenkaichi Budokai. Alors que Son Goku finit l'entraînement d'Oob au Palais de Dende et s'apprête à rentrer chez lui, Pilaf dérobe des Dragon Balls à étoiles noires dans le Palais et invoque le dragon. Son Goku s'en aperçoit et lui demande d'arrêter, mais Pilaf songe alors : « Si seulement il était encore petit… » et le dragon exauce ce vœu. Son Goku reprend son apparence d'enfant et dispose d'un an pour retrouver les boules de cristal et les remettre à leur place , sous peine de voir la Terre exploser.
Il part avec Trunks et Pan dans un vaisseau spatial à la recherche des Dragon Balls. A l'inverse de celles à étoiles rouges celles-ci ont été éparpillé dans l'univers. Ces Dragon Balls à étoiles noires ont été créées par Dieu avant qu'il ne se sépare de démon Piccolo. En chemin, ils croisent un petit robot (qu'ils baptisent Guigui ou Giru dans la version originale) qui absorbe le Dragon Radar. Celui-ci les aide à chercher les Dragon Balls. Ils affrontent en parallèle Baby un parasite qui contient la mémoire du roi des Tsufuls dont le peuple a été anéanti par les Saiyans. Baby souhaite se venger des Saiyans et donc de Son Goku. Son Goku, Trunks et Pan restent environ un an dans l'espace et rentrent sur Terre avec les Dragon Balls peu avant la fin du délai.
Cependant, Baby arrivé plus tôt contrôle la quasi-totalité de la population dont Son Goten Son Gohan et Vegeta. Bien trop fort pour lui le Saiyan croit voir sa fin arriver. Alors que tout espoir est perdu, Kibito Shin apparaît et le téléporte sur la planète des Dieux. Le doyen des Kaio Shin a une idée : révéler les pouvoirs latents de Son Goku en faisant repousser sa queue. Sur Terre, Baby utilise les Dragon Balls à étoiles noires que lui offre Dende, recrée sa planète natale, près de la Terre et y envoie une partie des terriens.

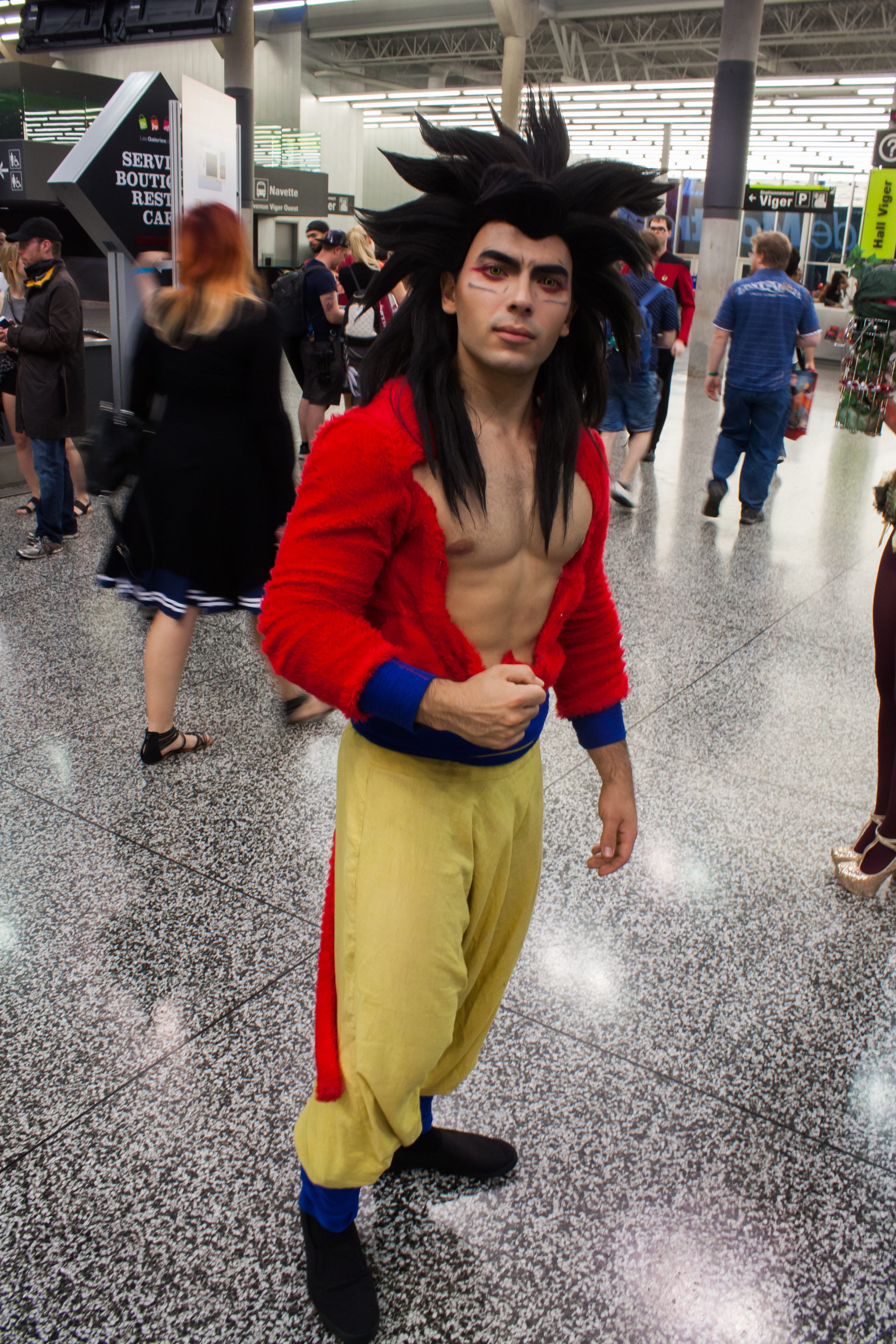
Cosplay de Son Goku en Super Saiyan 4 à la Comiccon de Montréal 2016.

Son Goku rejoint après Baby sur Plant puis atteint par la suite le stade de Super Saiyan 4. Ce niveau de Super Saiyan lui permet de vaincre Baby avec l'aide de ses fils et de Trunks qui entre temps ont repris leur esprit grâce à Kibito Shin dont ce dernier utilisant une eau sacrée du Palais de Dendé, libère les terriens de l'emprise de Baby.
Cependant les Dragon Balls à étoiles noires n'ayant pas été remises à leur place avant d'être utilisé par Baby, la Terre est prête à exploser. Grâce à Son Goku et ses amis, tout le monde est déplacé sur la planète Plant, tout le monde sauf une personne : Piccolo. Ayant appris qu'il est en partie responsable de la situation à cause des Dragon Balls, Piccolo décide de se sacrifier avec la Terre pour que les Dragon Balls à étoiles noires ne soient plus utilisables.
Grâce aux Dragon Balls de la planète Namek, la Terre renaît et tout redevient comme avant.

#### Super C-17
Le docteur Gero et le professeur Myû s'allient en enfer et finissent par créer un clone à C-17 afin que ces deux C-17 fusionnent. Les deux C-17 créent un passage entre l'enfer et la Terre. Le docteur Gero incite ensuite Son Goku à venir en Enfer. Son Goku se rend en Enfer mais est retenu prisonnier, la sortie s'étant refermée. Son Goku parvient à s'échapper de l'Enfer grâce à l'aide de Picollo et Dendé. Piccolo synchronise son Ki avec celui de Dendé et la sortie s'ouvre à nouveau.
Son Goku affronte ensuite Super C-17, mais sans succès, même en Super Saiyan 4. Il est aidé par C-18 par la suite et comprend peu à peu la technique de Super C-17 qui absorbe les attaques d'énergie mais qui doit baisser sa garde pour ce faire. Il reprend le combat et fait un poing du dragon à son adversaire qui transperse son ventre puis l'achève avec un Kaméhaméha.

#### Les dragons maléfiques
À la suite d'une nouvelle utilisation des Dragon Balls chacune se personnifie en un Dragon maléfique. Cela étant dû à de l'énergie négative accumulée du fait d'avoir été utilisé trop souvent.
Après avoir vaincu 4 des dragons avec Pan et appréciait les valeurs de Su Shenron le dragon de la boule de cristal à quatre étoiles, Son Goku fait finalement face à Li Shenron, qui représente la boule de cristal à une étoile. Affaibli il peine à venir à bout de son adversaire. Ses proches lui viennent en aide et lui donnent de leur énergie suffisant pour qu'il prenne l'avantage. Cependant Li Shenron absorbe les autres Dragon Balls pour devenir Syn Shenron et reprend l'ascendant. Son Goku a ensuite recours avec Vegeta à la fusion ultime : Gogéta mais la fusion s'annule au bout de dix minutes à cause de la puissance phénoménale du Saiyan. Son Goku et Vegeta finissent par régresser à leur état normal et sont vaincus. Tout espoir semble perdu quand le dragon commence le processus d'empoisonnement de la Terre par l'énergie négative. Cependant, Son Goku, qui avait succombé, resurgit mystérieusement dans un état d'invincibilité, et achève l'adversaire avec un Genki Dama cumulant l'énergie de tous les habitants de l'univers. Son Goku part ensuite avec le vrai dragon Shenron sans donner de raison explicite, après que ce dernier ait exaucé un dernier vœu : ressusciter tout le monde.

#### Cent ans plus tard
Une centaine d'années plus tard, il assiste au match de Son Goku Junior le petit-fils de Pan au Tenkaichi Budokai. Son Goku Junior fait face à un adversaire très particulier : Vegeta Junior. Les deux enfants se transforment en Super Saiyan et s'affrontent alors. Pan durant le combat, voit Son Goku dans les tribunes qui admire le combat avant de disparaître.

### Dragon Ball Super
NB: Le récit du manga et de l'anime Dragon Ball Super est canon au manga Dragon Ball. Il est intercallé entre l'arc Boo et le 28e Tenkaichi Budokai,. Le début du manga et de l'anime reprend la trame des films Dragon Ball Z : Battle of gods et Dragon Ball Z : La résurrection de Freezer.

#### Battle of gods
Son Goku fait face à une nouvelle menace ; Beerus le Dieu de la destruction qui menace de détruire la Terre si la prémonition de son poisson oracle le concernant celle où il défie en combat singulier le Super Saiyan Divin ne se réalise pas. Son Goku avec l'aide de ses amis et de Shenron qui lui fournit des informations, se transforme en cet être et atteint un niveau de puissance proche de celui de Beerus suffisant pour calmer les folies destructrices de ce dernier.

#### La Résurrection de Freezer
Alors qu'il s'entraîne sur la planète de Beerus avec Végéta, il ressent l'appel à l'aide de Gohan en mauvaise posture face au retour de Freezer. Ce dernier a été ressuscité par le biais des boules de cristal et souhaite se venger des Terriens. Un combat s'engage par la suite entre Goku et Freezer. Son Goku a recours à une nouvelle transformation le Super Saiyan Bleu (l’aura d’un Super Saiyan combinée à celle d’un Super Saiyan Divin) qui lui permet de prendre l'ascendant sur Freezer. Néanmoins il commet des erreurs et Freezer détruit la Terre. Il a besoin de l'aide de Whis qui peut agir sur le temps pour réparer ses erreurs et vaincre cette fois-ci Freezer.

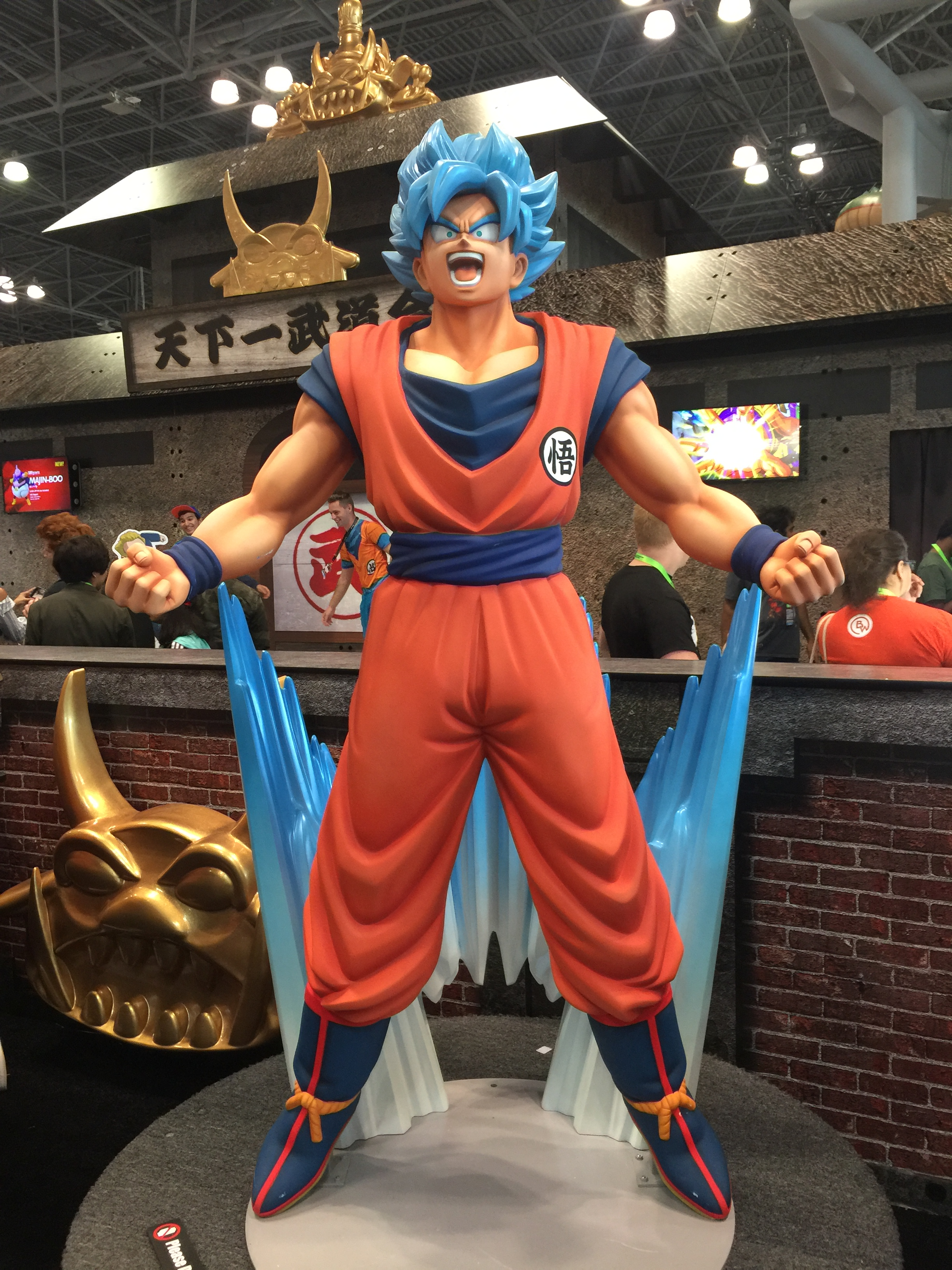
Sculpture de Son Goku en Super Saiyan Bleu à la New York Comic Con 2018.

#### Le tournoi des univers 6 et 7
À la suite d'un pari entre Beerus et son frère Champa (Dieu de la destruction de l'univers 6) un tournoi d'arts-martiaux est organisé par Champa à la lisière des univers 6 et 7 en vue de pouvoir obtenir la Terre en mettant dans la balance les super Dragon Balls dont il a déjà rassemblé six d'entre-elles où Goku participe pour l'univers 7. Il est le premier représentant de l'univers à démarrer le tournoi. Il gagne tout d'abord son premier match puis s'incline au tour suivant contre Frost (un guerrier de l'univers 6 qui ressemble à Freezer) puis ré-intègre le tournoi par la suite. Il se retrouve face à Hit (le dernier concurrent de l'univers 6) qui a tout juste éliminé Vegeta grâce à une technique de « sauts temporels ». Il parvient à esquiver les attaques de son adversaire en anticipant ses mouvements. Hit améliore ensuite ses sauts temporels et le combat se poursuit à jeu égal. Goku ira jusqu'à combiner le Super Saiyan Bleu avec l'aura de Kaio. Cependant, il fait gagner Hit estimant qu'il est utilisé comme un pion par Beerus et qu'il reste encore Monaka en liste pour le remplacer. Ce dernier bat Hit et fait gagner l'univers 7. Zeno, le Roi de toutes les divinités et des 12 univers entiers, fait son apparition peu de temps après la fin du tournoi pour recadrer les dieux de la destruction et fait part de son souhait de voir un autre tournoi à l'avenir avec plus d'univers. Comme convenu, Champa remet les super Dragon Balls à Beerus et ce dernier contre toute attente demande à Super Shenron de ressusciter les Terriens de l'univers 6, ainsi que la restauration de la Terre.

#### Zamasu
Alors qu'il s'entraîne à nouveau avec Végéta sur la planète de Beerus, Bulma les conctacte et leur demande de revenir de toute urgence sur la Terre à la suite de la venue de Trunks du futur grièvement blessé (celui qui venait du futur dans l'arc des cyborgs). Ce dernier fait face dans son prèsent à la terreur de Black un guerrier qui a la même apparence physique que Goku. Black retrouve Trunks grâce à un anneau temporel. Un premier combat opposant Goku a Black a lieu mais prend fin à la suite d'une faille temporelle qui aspire Black. Whis ayant remarqué l'anneau qu'il portait l'amène accompagné de Goku et de Beerus à faire une visite sur la planète du Kaio Shin de l'univers 10 afin de savoir s'il manque un anneau temporel mais les recherches ne donnent rien. Ils font la connaissance sur place de Zamasu un serviteur du Kaio Shin de cet univers.
Son Goku accompagne ensuite Trunks et Vegeta vers le futur (dont la Timeline n'est pas la même). Là-bas il y affronte une nouvelle fois Black qui leur apprend qu'il est immortel. Un autre ennemi est de la partie : le Zamasu du futur. De retour dans le présent Son Goku retourne avec Whis et Beerus sur la planète du Kaio Shin de l'univers 10. Zamasu est sur le point de tuer son maître. Beerus met fin à cette menace en le supprimant.
De retour dans le futur Black leur apprend qu'il n'est autre que Zamasu d'un autre présent, qui a échangé son corps avec celui de Goku de son présent en utilisant les super Dragon Balls dans le but de s'accaparer son énergie, et a ensuite rejoint la réalité de Trunks du futur pour chercher du soutien envers son alter-ego. Ces deux Zamasu révèlent leur plan aux Saiyans, le Plan 0 Humain qui consiste à supprimer tous les humains afin de créer un monde sans conflits. Zamasu étant plus fort que eux, Son Goku repars dans le present afin de trouver une solution. Il solicite Kamé Sennin qui le conseille d'avoir recours au Mafūba technique qui emprisonne son adversaire dans une jarre. Trunks utilise cette technique par la suite qui malheureusement, ne fonctionne pas, car Son Goku a oublié de prendre l'amulette pour sceller la jarre.
Il a recours plus tard à la fusion éphémère avec Vegeta pour faire face à la fusion récente de Black et Zamasu mais cela s'avère inéfficace. Le nouveau Zamasu renonce par la suite à sa forme physique et finit par tuer le reste des civils. Ne sachant plus quoi faire, c'est alors que Son Goku se souvient du bouton d'appel du roi Zeno. Il l'utilise pour faire venir Zeno du futur et lui demande son aide. Celui-ci s'apprête à mettre fin à cette menace par l'anéantissement de l'univers tout entier et Son Goku, Vegeta, Trunks et Mai ont juste le temps de se sauver dans le présent grâce à la machine à voyager dans le temps.

#### Le Tournoi du Pouvoir

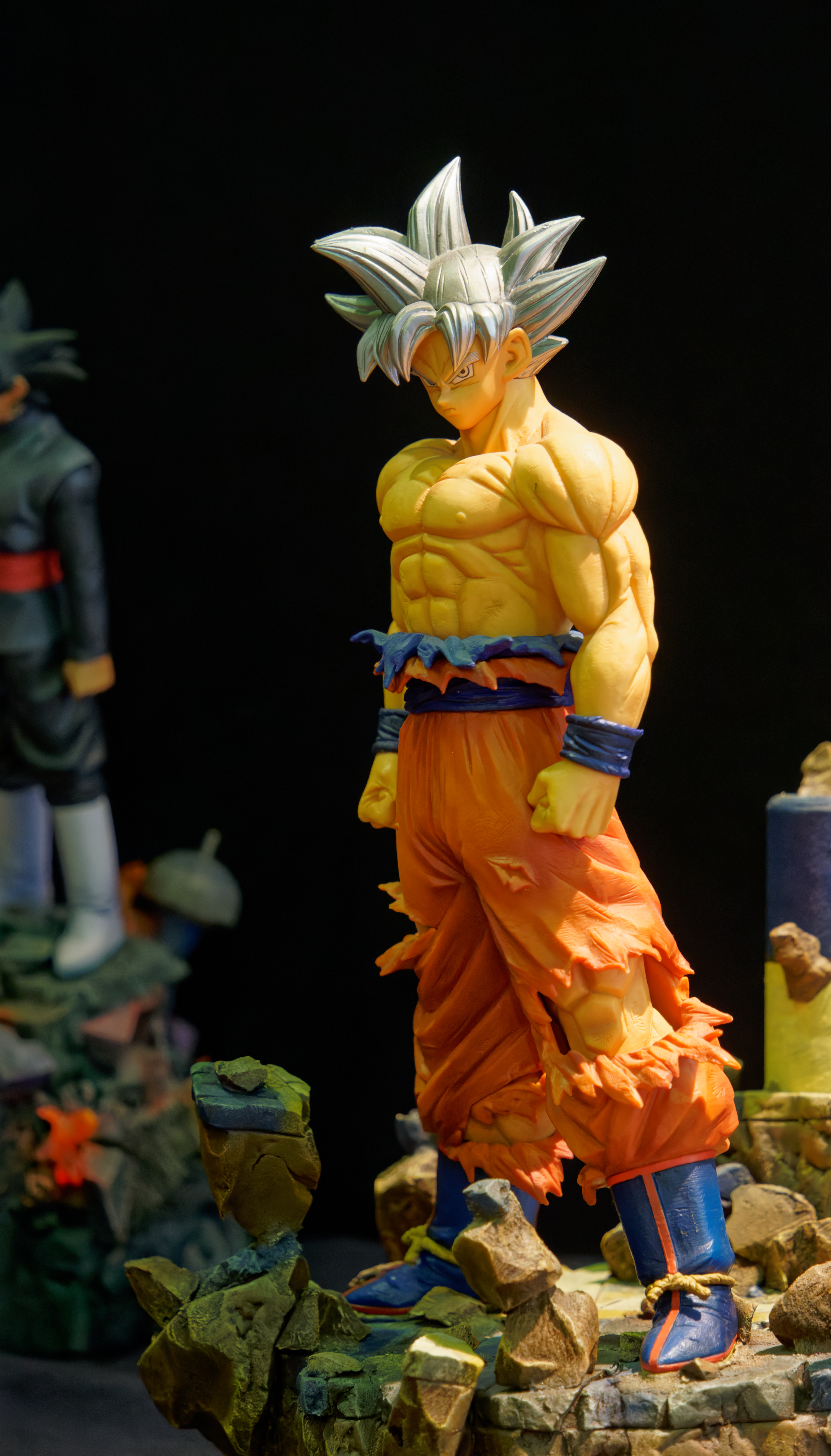
Figurine de Son Goku en Ultra Instinct à la Made in Asia 2022, à Bruxelles.

Son Goku, désireux de se mesurer à d'autres guerriers, demande au Roi Zeno d'organiser enfin le nouveau tournoi d'art-martiaux. Ce dernier accepte sa demande et les règles sont définies par la suite. En préparant le tournoi, Goku meurt quelques instants pendant un combat contre Hit. Le tournoi a lieu dans le monde du néant auquel participent 8 univers. Comme pour le précédent tournoi il y a des équipes et chacune d'entre-elles représente son univers. La particularité de ce tournoi est que tous les combattants livrent combat en même temps. En ce début du tournoi, certains univers ont du ressentiment envers Goku lui reprochant la tenue de ce tournoi. En effet, selon les règles, un univers disparaîtra si son équipe venait à être éliminé. Ce tournoi lui permet d'atteindre l'Ultra instinct un niveau de puissance connu de Beerus et de Whis. Pendant le tournoi des alliances de circonstances se forment entre les combattants des univers 6 et 7. Il se retrouve à s'allier avec les filles Saiyans de l'univers 6 contre une partie de l'équipe de l'univers 11. Il triomphe à la fin avec l'équipe de l'univers 7 sur les autres univers.

## Description

### Statut
Il est l'un des deux héros avec son fils aîné Son Gohan du manga Dragon Ball. Le récit suit d'abord Son Goku dès son enfance. Par la suite le récit suit les aventures à la fois de Son Goku et de Son Gohan (deuxième axe narratif à partir du tome dix-sept correspondant à Dragon Ball Z).

### Dessin
Akira Toriyama, l'auteur du manga, a changé le design du héros enfant pour l'anime Dragon Ball GT. L'animation de la chorégraphie du combat entre Krilin et le héros dans la demi-finale du 22e Tenkaichi Budokai est signée Naotoshi Shida. Akira Toriyama a supprimé la queue du héros lorsqu'il apparaît pour la première fois à l'âge adulte. La raison? Pratique afin de simplifier son travail au niveau du dessin du personnage.
Dans l'animation et designs des personnages des séries d'animation on a plusieurs artistes. Le style de dessin varie d'un artiste à l'autre. En voici quelques-uns : Minoru Maeda (Goku SSJ face à Freezer DBZ ép 95 1991) , Yukio Ebisawa (entraînement dans l'espace 1989), Yuji Hakamada (DBZ le Sacrifice 1993), Tadayoshi Yamamuro (Goku et Trunks première rencontre DBZ ép 121 et 122)  Masayuki Uchiyama (Goku SSJ face à Freezer DBZ ép 96, Goku avec Goten première rencontre DBZ ép 208), Katsuyoshi Nakatsuru (Goku SSJ face à Freezer DBZ ép 120), Tomekichi Takeuchi (Goku DB épisode 2),

### Conception du personnage
À l'origine, un jet d'essai de l'auteur intitulé Dragon Boy centré sur un garçon pratiquant les arts martiaux où l'on retrouve le style humour et surnaturel de Dragon Ball. Les films avec Jackie Chan et Bruce Lee ont inspiré l'auteur. Les traits de personnalité du héros pour sa passion des arts martiaux sont issus des rôles de ces acteurs. Le roman classique chinois La Pérégrination vers l'Ouest (ou Voyage en occident) a inspiré l'auteur pour le début de l'histoire. Il a été conseillé à l'auteur par Kazuhiko Torishima son éditeur. Le début de Dragon Ball fait ainsi écho au roman chinois : aventure en duo, queue de singe, nuage de locomotion, bâton qui s'étire. Le récit du héros plus tard dans le royaume des morts sur le chemin du serpent, au Palais de la princesse serpent (seulement dans DBZ) et en enfer (seulement dans DBZ) s'inspire librement du jardin d'Eden où le héros est tenté. On peut le voir notamment en enfer cueillir un fruit sacré de l'arbre de Yama (Emna dans le manga). Ce récit en enfer s'inspire également du jardin des Hespérides concernant le fruit défendu. Le héros est ainsi tenté et ses capacités physiques augmentent lorsqu'il l'a avalé.

### Famille
Son Gohan a recueilli Son Goku alors bébé (en fait un enfant de 3 ans) et est devenu son grand-père adoptif. Bardock est son père, Gine sa mère et Raditz son frère. Plus tard, il se marie avec Chichi et aura deux enfants, Son Gohan et Son Goten. Pan est sa petite-fille (fille de Son Gohan), Son Goku Junior son arrière-arrière-arrière-petit-fils (seulement dans DBGT), Gyumao son beau-père et Videl sa belle-fille.
Arbre généalogique
|         |         |         |         |         |         |  |  |           |           |           |           | Son Gohan |           |  |  |           |           |           |           |           |           |  |  |                 |          |          |          |          |          |       |       |       |       |       |       |          |          |          |          |          |          |
|         |         |         |         |         |         |  |  |           |           |           |           |           |           |  |  |           |           |           |           |           |           |  |  |                 |          |          |          |          |          |       |       |       |       |       |       |          |          |          |          |          |          |
| Bardock | Bardock | Bardock | Bardock | Bardock | Bardock |  |  | Gine      | Gine      | Gine      | Gine      | Gine      | Gine      |  |  | Gyumao    | Gyumao    | Gyumao    | Gyumao    | Gyumao    | Gyumao    |  |  | Inconnue        | Inconnue | Inconnue | Inconnue | Inconnue | Inconnue |       |       |       |       |       |       |          |          |          |          |          |          |
| Bardock | Bardock | Bardock | Bardock | Bardock | Bardock |  |  | Gine      | Gine      | Gine      | Gine      | Gine      | Gine      |  |  | Gyumao    | Gyumao    | Gyumao    | Gyumao    | Gyumao    | Gyumao    |  |  | Inconnue        | Inconnue | Inconnue | Inconnue | Inconnue | Inconnue |       |       |       |       |       |       |          |          |          |          |          |          |
|         |         |         |         |         |         |  |  |           |           |           |           |           |           |  |  |           |           |           |           |           |           |  |  |                 |          |          |          |          |          |       |       |       |       |       |       |          |          |          |          |          |          |
|         |         |         |         |         |         |  |  |           |           |           |           |           |           |  |  |           |           |           |           |           |           |  |  |                 |          |          |          |          |          |       |       |       |       |       |       |          |          |          |          |          |          |
| Raditz  | Raditz  | Raditz  | Raditz  | Raditz  | Raditz  |  |  | Son Goku  | Son Goku  | Son Goku  | Son Goku  | Son Goku  | Son Goku  |  |  | Chichi    | Chichi    | Chichi    | Chichi    | Chichi    | Chichi    |  |  | Mr Satan        | Mr Satan | Mr Satan | Mr Satan | Mr Satan | Mr Satan |       |       |       |       |       |       | Inconnue | Inconnue | Inconnue | Inconnue | Inconnue | Inconnue |
| Raditz  | Raditz  | Raditz  | Raditz  | Raditz  | Raditz  |  |  | Son Goku  | Son Goku  | Son Goku  | Son Goku  | Son Goku  | Son Goku  |  |  | Chichi    | Chichi    | Chichi    | Chichi    | Chichi    | Chichi    |  |  | Mr Satan        | Mr Satan | Mr Satan | Mr Satan | Mr Satan | Mr Satan |       |       |       |       |       |       | Inconnue | Inconnue | Inconnue | Inconnue | Inconnue | Inconnue |
|         |         |         |         |         |         |  |  |           |           |           |           |           |           |  |  |           |           |           |           |           |           |  |  |                 |          |          |          |          |          |       |       |       |       |       |       |          |          |          |          |          |          |
|         |         |         |         |         |         |  |  |           |           |           |           |           |           |  |  |           |           |           |           |           |           |  |  |                 |          |          |          |          |          |       |       |       |       |       |       |          |          |          |          |          |          |
|         |         |         |         |         |         |  |  | Son Goten | Son Goten | Son Goten | Son Goten | Son Goten | Son Goten |  |  | Son Gohan | Son Gohan | Son Gohan | Son Gohan | Son Gohan | Son Gohan |  |  |                 |          |          |          |          |          | Videl | Videl | Videl | Videl | Videl | Videl |          |          |          |          |          |          |
|         |         |         |         |         |         |  |  | Son Goten | Son Goten | Son Goten | Son Goten | Son Goten | Son Goten |  |  | Son Gohan | Son Gohan | Son Gohan | Son Gohan | Son Gohan | Son Gohan |  |  |                 |          |          |          |          |          | Videl | Videl | Videl | Videl | Videl | Videl |          |          |          |          |          |          |
|         |         |         |         |         |         |  |  |           |           |           |           |           |           |  |  |           |           |           |           |           |           |  |  |                 |          |          |          |          |          |       |       |       |       |       |       |          |          |          |          |          |          |
|         |         |         |         |         |         |  |  |           |           |           |           |           |           |  |  |           |           |           |           |           |           |  |  | Pan             |          |          |          |          |          |       |       |       |       |       |       |          |          |          |          |          |          |
|         |         |         |         |         |         |  |  |           |           |           |           |           |           |  |  |           |           |           |           |           |           |  |  |                 |          |          |          |          |          |       |       |       |       |       |       |          |          |          |          |          |          |
|         |         |         |         |         |         |  |  |           |           |           |           |           |           |  |  |           |           |           |           |           |           |  |  | Inconnu         |          |          |          |          |          |       |       |       |       |       |       |          |          |          |          |          |          |
|         |         |         |         |         |         |  |  |           |           |           |           |           |           |  |  |           |           |           |           |           |           |  |  |                 |          |          |          |          |          |       |       |       |       |       |       |          |          |          |          |          |          |
|         |         |         |         |         |         |  |  |           |           |           |           |           |           |  |  |           |           |           |           |           |           |  |  | Inconnu         |          |          |          |          |          |       |       |       |       |       |       |          |          |          |          |          |          |
|         |         |         |         |         |         |  |  |           |           |           |           |           |           |  |  |           |           |           |           |           |           |  |  |                 |          |          |          |          |          |       |       |       |       |       |       |          |          |          |          |          |          |
|         |         |         |         |         |         |  |  |           |           |           |           |           |           |  |  |           |           |           |           |           |           |  |  | Son Goku Junior |          |          |          |          |          |       |       |       |       |       |       |          |          |          |          |          |          |

### Métamorphose / Transformations
Son Goku change d'apparence physique tout au long du récit. Certaines sont éphémères.
- Singe géant
- Kaioken (Technique de Kaio)
- Super Saiyan
- Super Saiyan 2
- Super Saiyan 3

Dans Dragon Ball GT :
- Retour au physique d'enfant
- Singe doré géant
- Super Saiyan 4

Dans Dragon Ball Super :
- Super Saiyan Divin
- Super Saiyan Bleu (Standard ; Super Saiyan Bleu à l'Aura de Kaio)
- Ultra Instinct

### Techniques
Tout au long de l'histoire, Son Goku apprend de nombreuses techniques. Il possède en effet la faculté d'assimiler les techniques de combat d'autres combattants avec une grande facilité. En voici quelques unes (confère biographie fictive) : kaméhaméha, la transposition, la suspention aérienne, ...

### Puissance
Dragon Ball Z met en évidence au début les niveaux de puissances des différents personnages combattants. Ils sont donnés par les scouters des Saiyans voici ceux de Son Goku de l'arc Raditz au début de l'arc Namek
Raditz
Environ 400
Nappa et Vegeta
8 000 (base)
21 000 (technique de Kaio)
Commando Ginyu
9000 (base)
180 000 (technique de Kaio)

### Personnalité
Son Goku, bien qu'il soit un Saiyan, a plutôt une personnalité particulière. Lorsqu'il n'était qu'un bébé bien qu'il ait 3 ans à son arrivée, après avoir été adopté par l'ermite Son Gohan, il était très agréssif du fait d'avoir été séparé de sa mère. Mais la chute accidentelle dont il a été victime (il s'est cogné la tête en chutant d'une falaise, a failli en mourir, mais y a survécu) a complètement effacé ses souvenirs, devenant ainsi un gentil garçon. Mais plus tard, en grandissant, l'histoire des Saiyans lui sera révélé en partie par son frère Raditz, par Maître Kaïoh lors de son entraînement dans l'autre monde, puis par Vegeta sur la planete Namek avant son combat contre Freezer.
Sa naïveté et sa passion pour les arts martiaux ont su séduire le public bien que cette personnalité soit pousée davantage à de l'héroïsme dans la version animée Dragon Ball et Dragon Ball Z en particulier sur l'arc Namek dans son combat contre Freezer. Cependant sa personnalité change soudainement à partir de Dragon Ball Super, si bien que le public ne le reconnait plus. Il a tout d'abord un excès de confiance lors de son combat contre Beerus. Cela ne s'était pas vu depuis son combat contre le Tout Puissant durant son enfance. Il épargne ensuite la vie de Freezer dans "La résurrection de Freezer" et baisse en plus sa garde : blessé grièvement par un tir laser de Sorbet un soldat de Freezer. Dans "Dragon Ball Super héros" la méditation ne lui ait pas familié alors que jusque-là il l'avait toujours mis en pratique depuis son apprentissage lors de son entraînement avec Mr Popo durant son enfance,,. Certains fans allant même jusqu'à dire qu'il est devenu débile comme en témoigne les nombreuses discussions de fans sur le sujet dans les forums sur le net.
Son Goku n'est pas le premier personnage du manga à avoir eu sa personnalité changer de manière soudaine. Il y a Son Gohan également à partir de l'arc Boo en justicier costumé et moins porté sur les arts martiaux (participe uniquement au 25e Tenkaïchi Budokai car Videl menace de réveler au public son identité) et qui a séduit moins les fans,.
Le personnage est aussi connu pour son plaisir de manger.
Son Goku possède, comme Son Gohan son fils, un don lui permettant de gagner la sympathie ou changer la personnalité des personnages qui croisent sa route (comme Krilin, Yamcha, Ten Shin Han, Piccolo, Vegeta ou Beerus), ce qui lui permet de se faire beaucoup d'amis.
En revanche, Son Goku a la phobie des piqûres : la simple vue d'une seringue le rend complètement hystérique et il en prend peur.

## Apparitions

### Magazines/revues de prépublication de mangas
Les oeuvres suivantes sont parues d'abord dans le magazine hebdomadaire pour adolescents masculins Weekly Shōnen Jump de Shūeisha (Japon).
- 1984-1995 : Dragon Ball, dessins et scénario : Akira Toriyama. Première apparition du héros le 20 novembre 1984 magazine Weekly Shonen Jump[164]. La première traduction française est parue d'abord dans la revue mensuelle Dragon Ball de Glénat en kiosque entre 1993 et 1999 et s'appuie sur la version française de l'anime 1er numéro 15 janvier 1993[165],[166]
- 1999- 2005 : Neko Majin, dessins et scénario : Akira Toriyama, traduction française en 2006 par Glénat[167]
- 2013 : Jaco the Galactic Patrolman avec bonus Dragon Ball Minus, dessins et scénario : Akira Toriyama, traduction française en 2015 par Glénat[168]

L'oeuvre suivante est d'abord parue dans le magazine mensuel pour adolescents masculins V Jump de Shūeisha :
- Depuis 2015 : Dragon Ball Super, dessins : Toyotaro, scénario : Akira Toriyama, traduction française depuis 5 avril 2017 par Glénat[170],[171]

L'œuvre suivante est parue d'abord dans le magazine mensuel pour adolescents masculins Monthly Shōnen Jump de Shūeisha :
- 2006 : Cross Epoch, dessins et scénario : Akira Toriyama et Eiichirō Oda[173]

Son Goku fait également des caméos, souvent aux côtés de Monkey D. Luffy, dans le manga Dreamland écrit par Reno Lemaire.

### Séries d'animation télévisées

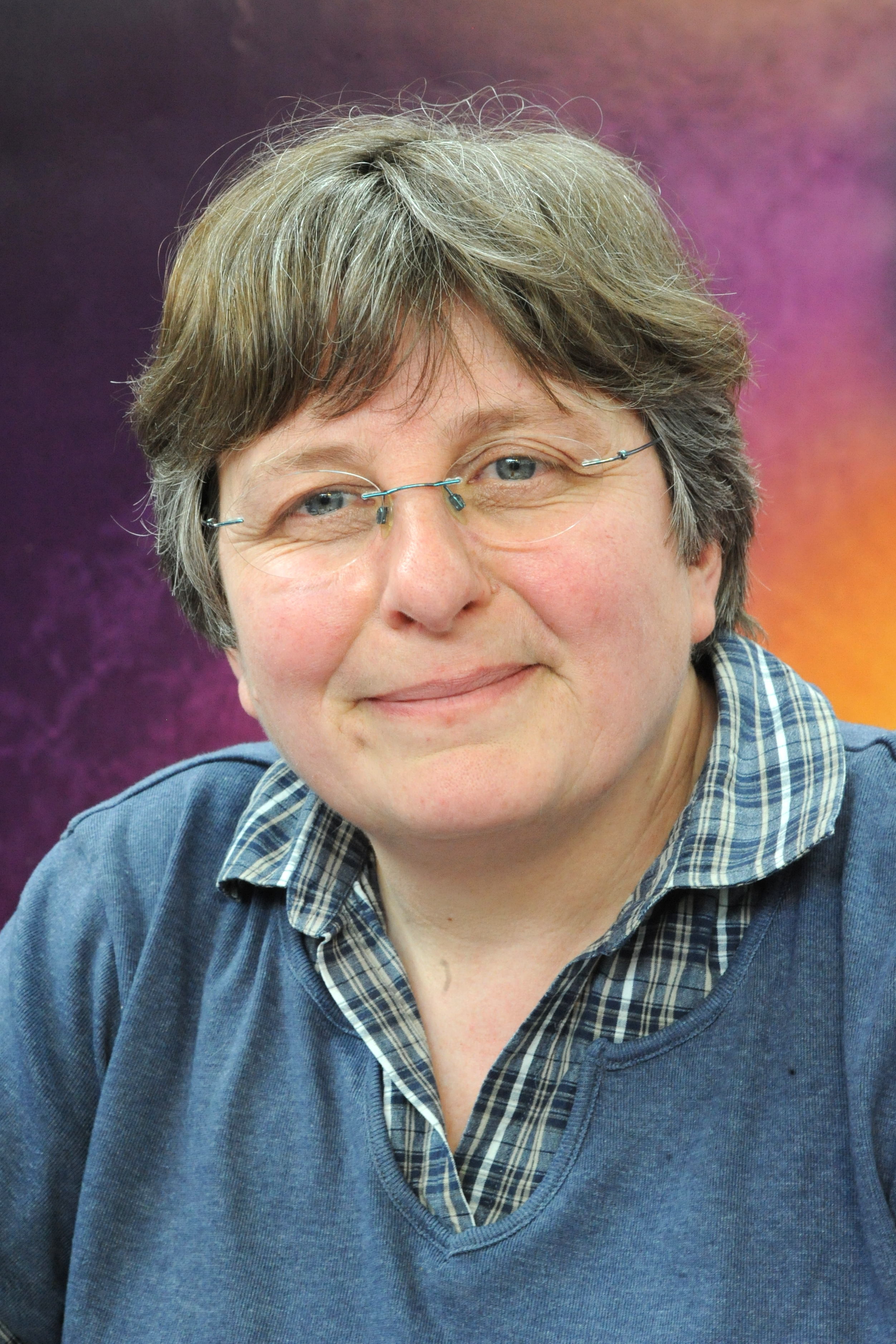
Brigitte Lecordier, première voix française du héros enfant et jeune homme.

avec Masako Nozawa (Brigitte Lecordier (DB et DBGT, Thierry Redler (DBZ et DBGT), Patrick Borg (DBZ et DBS) et Thierry Mercier (DBGT) pour la version française)
Les trois premières oeuvres suivantes ont été réalisées par la Toei animation et adaptées en France chez AB,. La société AB Production a distribué les séries en Europe et au Canada, où la version française adaptée aux jeunes enfants est souvent utilisée pour créer les doublages. Ces animes sont à l'origine de l'essor du manga en France et en Europe.
- Dragon Ball (Daisuke Nishio, 1986), sortie française 2 mars 1988 Doublage Sofi[180] AB[181] dans Dorothée matin (émission de jeunesse) sur TF1[182],[183]. L'anime et sa suite Dragon Ball Z avec le Club Dorothée rencontrent un important succès[184]. Ce succès est à l'origine de la sortie du manga en France cinq ans plus tard[185].

- Dragon Ball Z (Daisuke Nishio, Shigeyasu Yamauchi, 1989)[186], suite de l'anime Dragon Ball
- Dragon Ball GT (Osamu Kasai, 1996), suite de Dragon Ball Z ne faisant pas partie du manga[179] sortie française 1999[187] Doublage Sofi[188]

- Dr Slump (Shigeyasu Yamauchi, 1997), à partir de l'épisode 2, durant 4 épisodes. Il n'existe pas de version française. Ces épisodes sont traduits en VOSTFR par Kinto-un Productions destinée aux adolescents masculins et accessibles gratuitement[189].

Les oeuvres suivantes ont été réalisées par la Toei animation dont la version française et destinées aux enfants d'au moins dix ans.
- Dragon Ball Z Kai (2009), version simplifiée en HD de Dragon Ball Z
- One Piece (2013) épisode 590, cross-over avec Luffy, Son Goku et Toriko
- Toriko (2013) épisode 99, cross-over avec Luffy, Son Goku et Toriko
- Dragon Ball Super (2015), sortie française en 2017 sur Toonami[121] dont une version qui cible les enfants de 8-12 ans[190]
- Super Dragon Ball Heroes (2018)
- Dragon Ball Daima (2024)

### Magazines
- Dorothée magazine / D.Mangas, hebdo édité par SFC / AB entre 1989-2006 : extraits bande dessinée des 3 premières séries Dragon Ball de la version française, informations personnage, dessins, posters, VHS inédites, cartes à collectionner, autocollants, etc. Le premier numéro est paru le 19 septembre 1989[191]

- AnimeLand, article sur le succès de Dragon Ball, paru le 13 avril 1991[192]

### Produits dérivés
- Figurines AB toys collection « Super Guerriers » apparue en France en 1996[193] « Super Guerrero » apparue en Espagne en 1998[194] éditées par la société AB
- AB toys images[195]
- Cartes à collectionner des animes par Bandaï, Amada[196] ou Panini[197]. En France tout commence avec la Série 1 Dragon Ball Z de Panini en 1995. Puis les Power level de Bandaï en 1996[198]
- Caps en France tout commence avec la Série 1 Dragon Ball Z de Panini en 1995[199]
- T-shirts[200]

### Chansons
Les cinq premières chansons ont été produites par AB Productions,. Les deux premières chansons sont présentes dans les ouvertures de la plupart des épisodes des deux premières séries de certains pays ou interprétées dans la langue du pays. Le nom des interprètes n'est pas toujours connu.
- "Dragon Ball"[203] : chanson de l'ouverture française de l'anime Dragon Ball interpretée dans un premier temps par Francine Chantereau et par la suite par Ariane Carletti (France 1988, Hongrie[204], Pologne 1999[205]) interprétée en langue locale par un chanteur local (Canada anglophone[206], Portugal 1996 Elsa Natário[207],[208], Royaume-Uni remix sans paroles montage image en partie d'origine française[209], Estefania y las Gominas Espagne uniquement sur cassette audio et vinyle sortie en 1992)
- "Dragon Ball Z"[210] : chanson de l'ouverture française de l'anime Dragon Ball Z interprétée par Ariane Carletti (France 1990[211], France 1991[212],[213], Pologne[214], Serbie Remix 2[215], 3ème ouverture Espagne Remix[216]) interprétée en langue locale par un chanteur local (Pays Basque[217], "Bola de drac Z" Manel Català Catalogne[218], Galice[219], Hongrie 1998[220],[221], Portugal[222], "Bola de Dragón Z" 1ère ouverture Txell Sust Espagne[223],[224], "Bola de drac Z" Coral Cubells Pays valencien[225], Estefania y las Gominas Espagne uniquement sur cassette audio et vinyle sortie en 1992)
- "Son Gokou / San Gokou"[226] : chanson française interprétée par Marie-Noëlle Neveu sortie en 1988, par Estefania y las Gominas sortie en Espagne en 1992
- "Le Secret des 7 boules de Cristal" : chanson française interprétée par Marie-Noëlle Neveu sortie en 1988, par Estefania y las Gominas sous le nom de "El secreto de las 7 bolas cristal" sortie en Espagne en 1992
- "Cherche" : chanson française interprétée par Marie-Noëlle Neveu sortie en 1988
- "Makafushigi Adventure!" : chanson japonaise du générique de l'anime Dragon Ball sortie en 1986 interprétée par Takahashi Hiroki[227]. Chanson dont le jingle en milieu d'épisode où la mélodie est jouée a inspiré Brigitte Lecordier dans sa réplique de Son Goku "Nuage magique TIN-NIN-NIN-NININ!" dans la VF de l'anime[228]
- "Mezaze Tenkaichi". Titre original : めざせ天下一 · Interprète : Takahashi Hiroki. Chanson présente lors des combats Sangoku/Jackie Choune et Sangoku/Krilin[229],[230]
- "Dan Dan Kokoro Hikareteku" : chanson japonaise du générique de l'anime Dragon Ball GT interprétée par U-ya Asaoka (ouverture française de l'anime)
- Das Geheimnis Der Dragon Balls : chanson de l'ouverture allemande de l'anime Dragon Ball sur le montage images français[231]
- Cha-la Hea-Cha-la : Titre original CHA-LA HEAD-CHA-LA (メインテーマ)· Interprète : Kageyama Hironobu. Chanson japonaise du générique de l'anime Dragon Ball Z[232]

### Titres instrumental
- Musique à l'intérieur des épisodes des animes Dragon Ball (1986) et Dragon Ball Z (1989) signée Shunsuke Kikuchi[233]
- "Rampage" de Kavinsky DJ français album Outrun sortie en 2013 reprise d'une boucle d'un titre du compositeur Shunsuke Kikuchi présent dans l'anime Dragon Ball Z lors du combat entre Son Goku et Cell
- Musique à l'intérieur des épisodes de l'anime Dragon Ball GT signé Akihito Tokunaga[234]
- Musique à l'intérieur des épisodes de l'anime Dragon Ball Super signée Norihito Sumitomo[235]

### Films d'animation
avec Masako Nozawa (Brigitte Lecordier, Patrick Borg et Thierry Redler pour les films de 1994 pour la version française)
La version française a été produite par différents éditeurs. Les douze premiers films excepté le 2ème film sont sortis d'abord en VHS. Le doublage a été réalisé par la Sofi concernant les 17 premiers films.
1. Dragon Ball : La Légende de Shenron (Daïsuke Nishio, 1986) arrivée en France en compagnie du 3ème film en 1990 en vhs par AB vidéo et TF1 sous le titre "Dragon Ball le film"[236] 1ère diffusion TV 16 février 1991[237] sur TF1 au Club Dorothée
2. Dragon Ball : Le Château du démon (Daïsuke Nishio, 1987) arrivée en France en septembre 1995 en vhs par AK vidéo 1ère diffusion TV 1er janvier 1995 sur TMC - Récré Kids[238]
3. Dragon Ball : L’Aventure mystique (Kazuhisa Takanouchi, 1988)
4. Dragon Ball Z : À la poursuite de Garlic (Daïsuke Nishio, 1989) arrivée en France à partir de Septembre 1994 ainsi que les films 5 à 12 en vhs par AK vidéo[239]
5. Dragon Ball Z : Le Robot des glaces (Daïsuke Nishio, 1990)
6. Dragon Ball Z : Le Combat fratricide (Daïsuke Nishio, 1990)
7. Dragon Ball Z : La Menace de Namek (Mitsuo Ashimoto, 1991)
8. Dragon Ball Z : La Revanche de Cooler (Mitsuo Ashimoto, 1991)
9. Dragon Ball Z : Cent mille guerriers de métal, Daisuke Nishio, 1992)
10. Dragon Ball Z : L’Offensive des cyborgs ( Kazuhito Kikushi, 1992)
11. Dragon Ball Z : Broly le super guerrier (Shigeyasu Yamauchi, 1993)
12. Dragon Ball Z : Les Mercenaires de l’espace (Yoshihiro Ueda, 1993)
13. Dragon Ball Z : Rivaux dangereux (Shigeyasu Yamauchi, 1994) arrivée en France en compagnie du 14ème film par le cinéma 16 octobre 1996 sous le titre "Dragon Ball Z2"[240]
14. Dragon Ball Z : Attaque Super Warrior ! (Yoshihiro Ueda, 1994)
15. Dragon Ball Z : Fusions (Shigeyasu Yamauchi, 1995) arrivée en France en compagnie du 16ème film par le cinéma 25 octobre 1995 sous le titre "Dragon Ball Z le film"[241]
16. Dragon Ball Z : L’Attaque du dragon (Mitsuo Ashimoto, 1995)
17. Dragon Ball : L’Armée du Ruban Rouge (Shigeyasu Yamauchi, 1996) arrivée en France en décembre 2000 en vhs par Toei Animation première diffusion sur Mangas TV mars 2002[242]
18. Dragon Ball Z: Battle of Gods (Masahiro Hosuda, 2013)
19. Dragon Ball Z : La Résurrection de ‘F’ (Tadayoshi Yamamuro, 2015) arrivée en France par le cinéma 11 septembre 2015[243]
20. Dragon Ball Super: Broly (Tatsuya Nagamine, 2018) arrivée en France par le cinéma le 13 mars 2019[244]

### ONA (sur internet)
avec Masako Nozawa
Dragon Ball : Salut ! Son Gokû et ses amis sont de retour !! (Yoshihiro Ueda, 2008) 

### Films live
1. Dragon Ball, le film : La Légende des sept boules de cristal (Dragon Ball, the Magic Begins, Joe Chan, Leung Chun, 1989) Charles Chen
2. Dragonball Evolution (James Wong, 2008) Justin Chatwin

### Tv Spécials
avec Masako Nozawa (Thierry Mercier pour la version française) dans le téléfilm DBGT Cent ans après
La version française a été produite par AK Vidéo concernant les deux premiers TV Specials. Le doublage de ces trois œuvres a été réalisé par la Sofi.
- Dragon Ball Z : Le père de Songoku (Mitsuo Ashimoto, 1992)[246] sortie française vhs 1er mars 1995[247] bébé et brèves apparitions enfant et adulte dans des visions de son père
- Dragon Ball Z : L'Histoire de Trunks (Yoshihiro Ueda, 1993)[248]sortie française vhs mars 1995 allusions à lui dans le récit
- Dragon Ball GT : Cent ans après (Yoshihiro Ueda, Hidehiko Kadota,1997)[249] première diffusion sur la chaîne Manga (anct AB Cartoons) en Janvier 2003, brève apparition à la fin

### Jeux vidéo
L'un des premiers jeux se nomme "Dragon Ball : Le secret du Dragon (NES, Bandai)". Il apparaît en France en 1990. Le jeu est traduit en français en raison du succès la série en France. La voix française Brigitte Lecordier du héros assure la promotion du jeu. Depuis près de cinquante jeux sont sortis en Europe.

## Notoriété à l'international
L'anime a souvent été le support par lequel le héros est apparu en premier à l'international. En Europe, il apparaît pour la première fois en France en 1988 sur TF1. La France étant l'un des premiers pays à l'international à diffuser l'anime, ce succès en France dès le premier épisode (en France, Dragon Ball réalise à sa première diffusion des parts d’audience avoisinant les 60%) a eu un écho à l'international à commencer par l'Espagneoù un certain Mario Bistagne achète en 1988 à AB Distribution les 26 premiers épisodes au MIPTV à Cannes qu'il revend à la TV3 une chaîne catalane et à d'autres chaînes régionales. La diffusion des premiers épisodes en Espagne a eu lieu en février 1990 d’abord à la télévision régionale de Galice. À la suite du succès du dessin animé en Espagne, le manga commence a être publié en Europe tout d'abord par Planeta en Espagne en 1992, bien qu'une édition en bande-dessinée de la série animée commence à paraître en France à partir de 1989 avec le Dorothée mag. La Songokumania se manifeste en Espagne avant la sortie du manga par la vente de dessins sommaires et de photocopies d'extraits de l'anime du Dorothée mag. Le dessin animé est distribué ensuite par AB Distribution dans d'autres pays européens et au Canada. Bandai qui offre les premiers jeux vidéos obtient une licence en 1993 de la part de la Toei pour distribuer le dessin animé en Amérique latine. Cependant le doublage latino basé sur le premier doublage américain n'attire pas le public où le héros est appelé Zéro. Il faut attendre un autre doublage latino qui paraît en 1994 plus fidèle au regard du succès en Europe pour que la magie opère. En parallèle le succès conjugué de Dragon Ball Z et de Sailor Moon en France et ailleurs contribue à faire connaître l'anime aux Etats-Unis. La diffusion de ces deux séries en 1998 aux États-Unis connaît un succès immédiat,. Le héros est également connue en Australie.
La version française de l'anime adaptée aux jeunes enfants (confère sous-section apparitions) est souvent reprise ou utilisée pour créer les doublages en Europe et au Canada. Ces séries ont rencontré le succès notamment France, Espagne, Portugal. En France l'émission où elle sont diffusées le Club Dorothée sur TF1 attire ainsi à partir de 1992, plus d’1,5 million de téléspectateurs le mercredi matin, en s’accaparant jusqu’à 65% des 4-14 ans.
Lorsque Dragon Ball arrive en France il est également diffusé dans le même temps dans les pays limitrophes de la France notamment en Suisse romande par les ondes hertziennes.
Dragon ball a popularisé le manga en France et en Europe. Le héros est de nos jours une figure incontournable de la littérature jeunesse et de l'animation en Occident,. Les animes sont accessibles de nos jours via des plateformes numériques et les livres se vendent toujours. Il est présent également lors de manifestations sportives ou culturelles . Il inspire les artistes où il figure notamment sur des œuvres d'art (image du résumé introductif).

### Sitographie
- Transgoku[273]
- Le monde Dragon Ball[274]
- Dorothée magazine[275]